# Navegació marítima

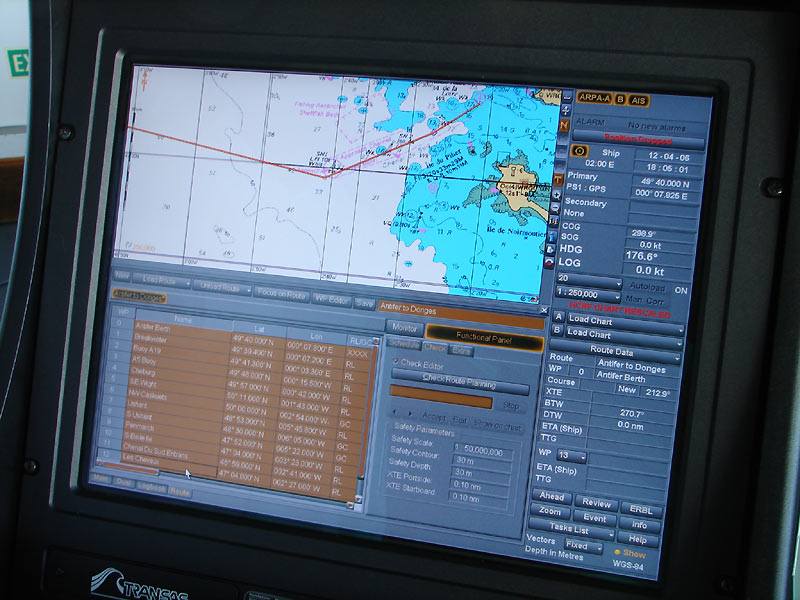
Sistema de navegació d'un petrolier

La navegació marítima és l'art i la ciència de pilotar una embarcació des d'una situació de sortida fins a una altra d'arribada, eficientment i amb responsabilitat. És art per la destresa que ha de tenir el navegant per esquivar els perills de la navegació, i és ciència perquè es basa en coneixements físics, matemàtics, oceanogràfics, cartogràfics, astronòmics, etc. La navegació pot ser superficial o submarina.

## Etimologia
Navegació (de la paraula llatina navigatio ) és el viatge que es fa amb la nau (de la paraula llatina navis, i aquesta de l'arrel protoindoeuropea *nau- 'vaixell', que també és font del sànscrit nauh ). Nàutica (del llatí nautĭca, i aquest del grec ναυτική [τέχνη] nautikḗ [téjne] '[art de] navegar', de ναύτης nautes ' mariner ') és el relatiu a la navegació i la ciència i art de navegar. Naval (de l'adjectiu llatí navalis ) és el relatiu a les naus i la navegació, o particularment a l'Armada.
A l'Antiga Roma, els navicularii feien el comerç a llarga distància per mar.

## Història

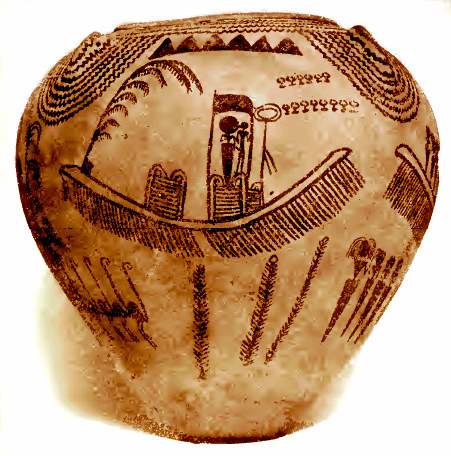
Embarcació representada en una ceràmica egípcia d'època predinàstica (Naqada II, mitjan mil·lenni a. C.)

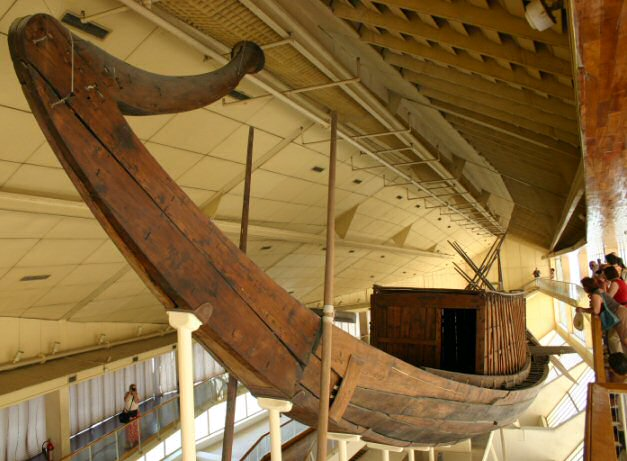
Barca solar de Keops, dinastia IV, ca. 2500 a. C.

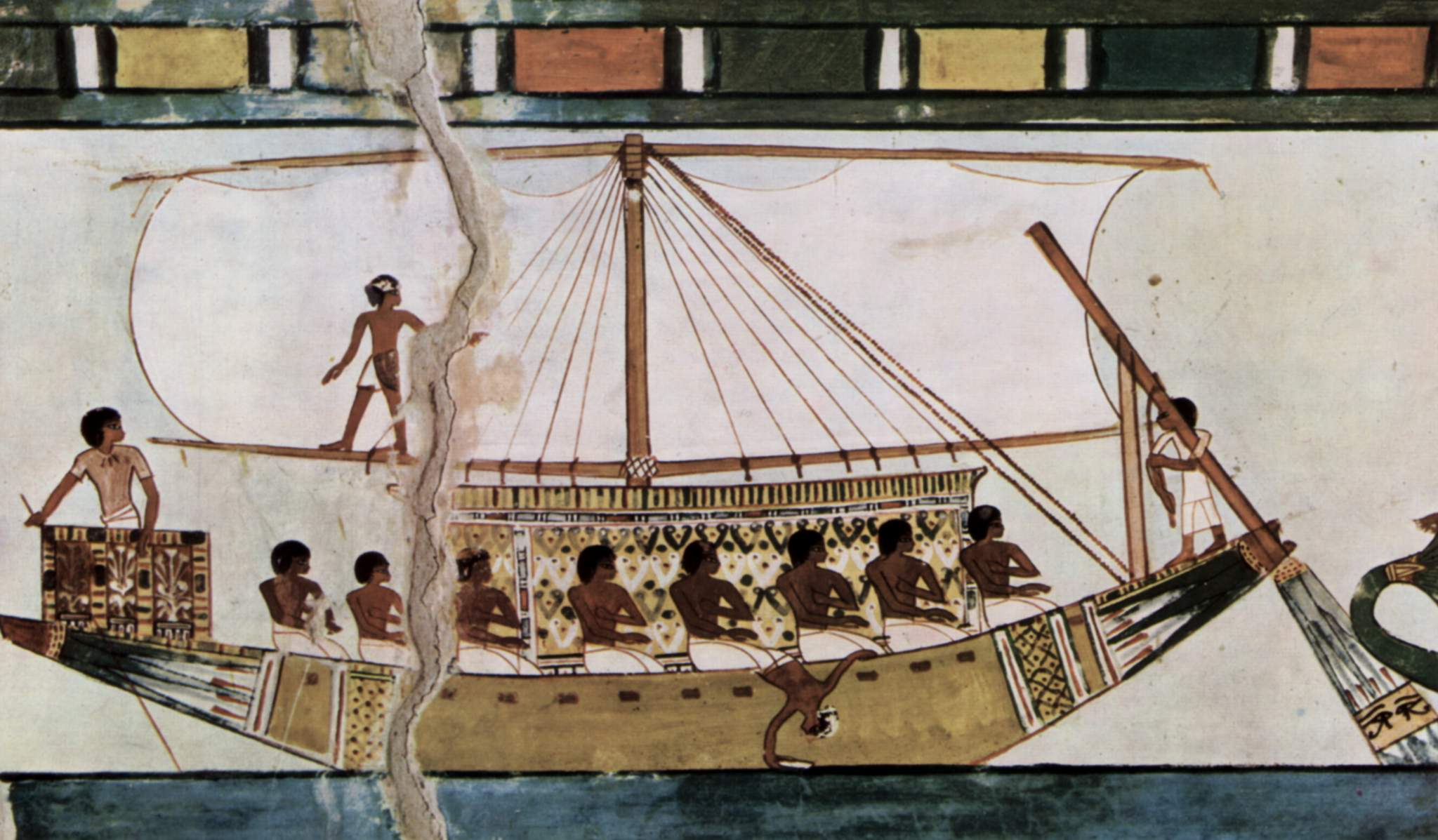
Vaixell egipci representat a la tomba de Menna, Vall dels Nobles, dinastia XVIII, intervinguts del mil·lenni a. C.

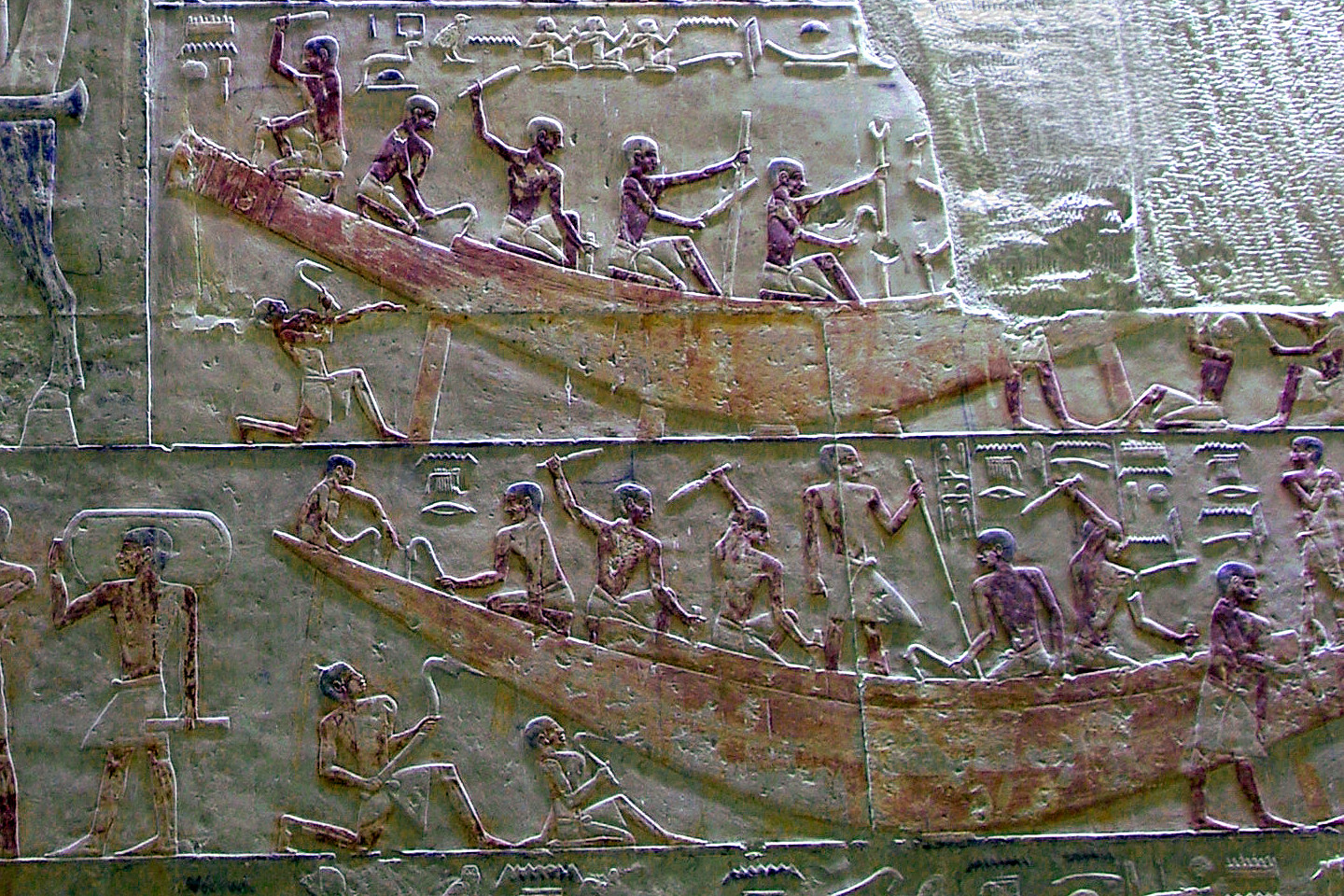
Construcció de vaixells representada en relleus de la mastava de Tu a Saqqara, dinastia V, intervinguts del mil·lenni a. C.

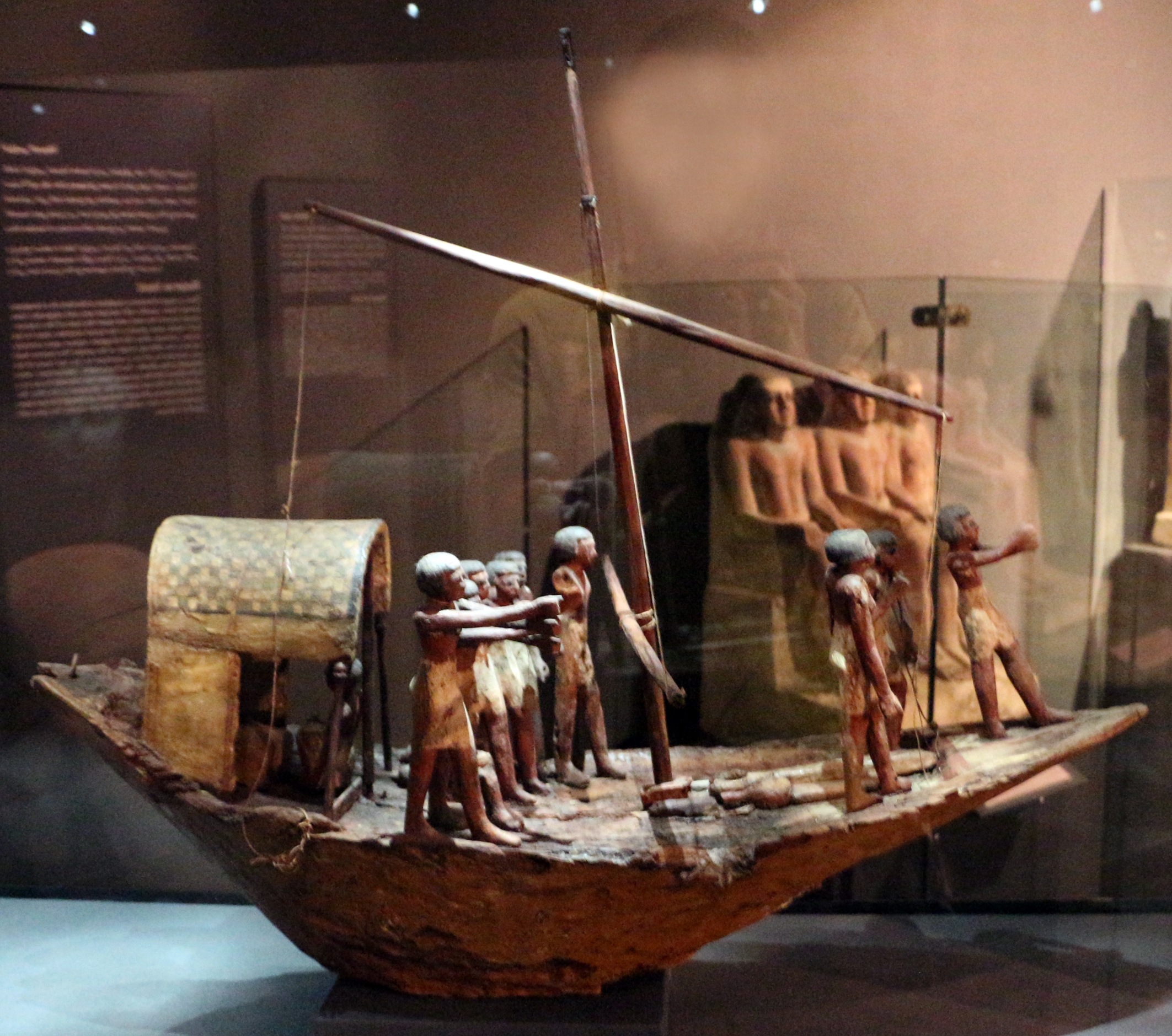
Model d'un vaixell egipci i tripulació.

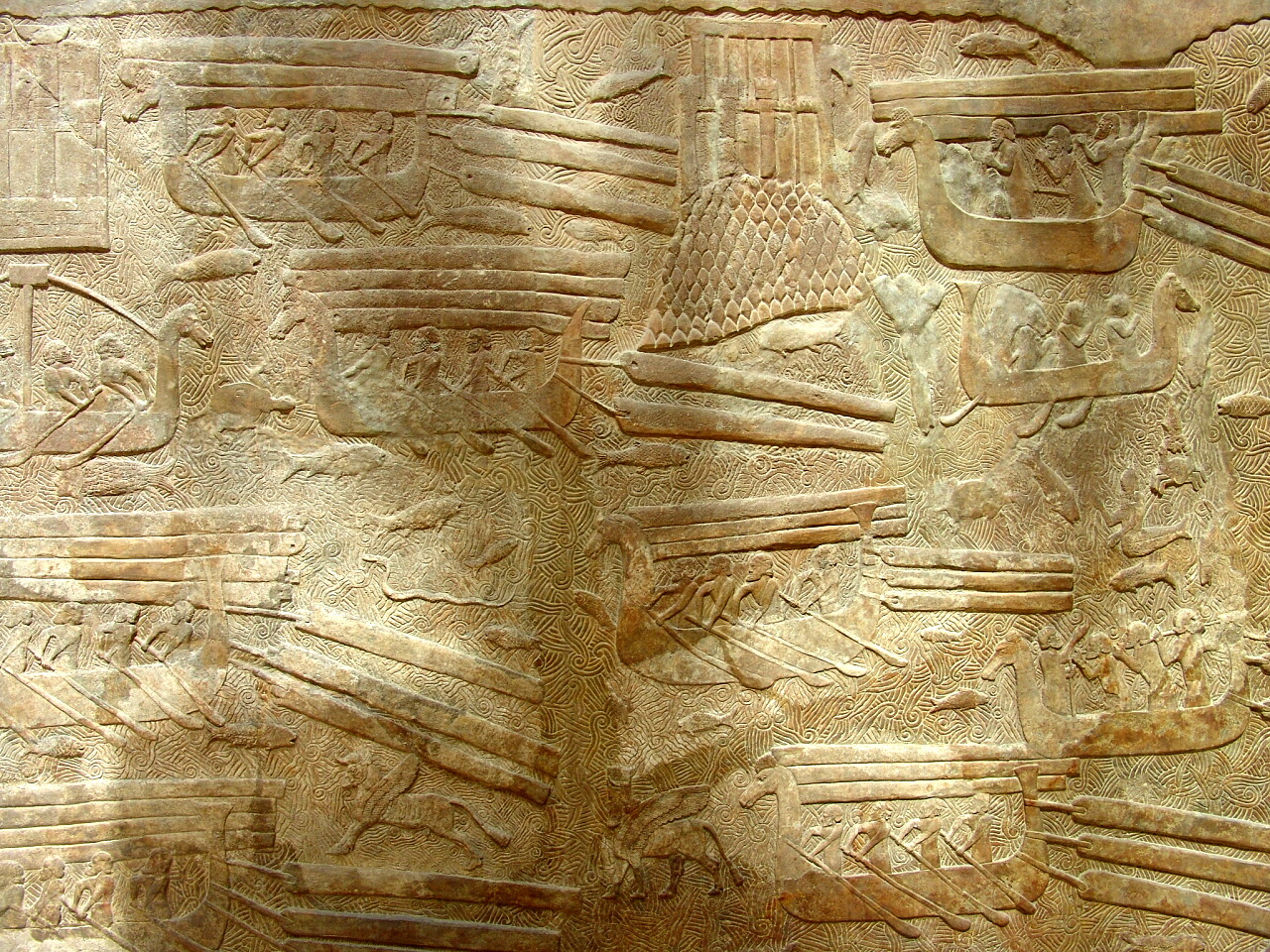
Vaixells fenicis del tipus denominat hippos - hippoi - (nom que li van donar els grecs, pel seu mascaró amb forma de cap de cavall) transportant fusta, representats en un relleu assiri del palau de Sargón a Khorsabad.

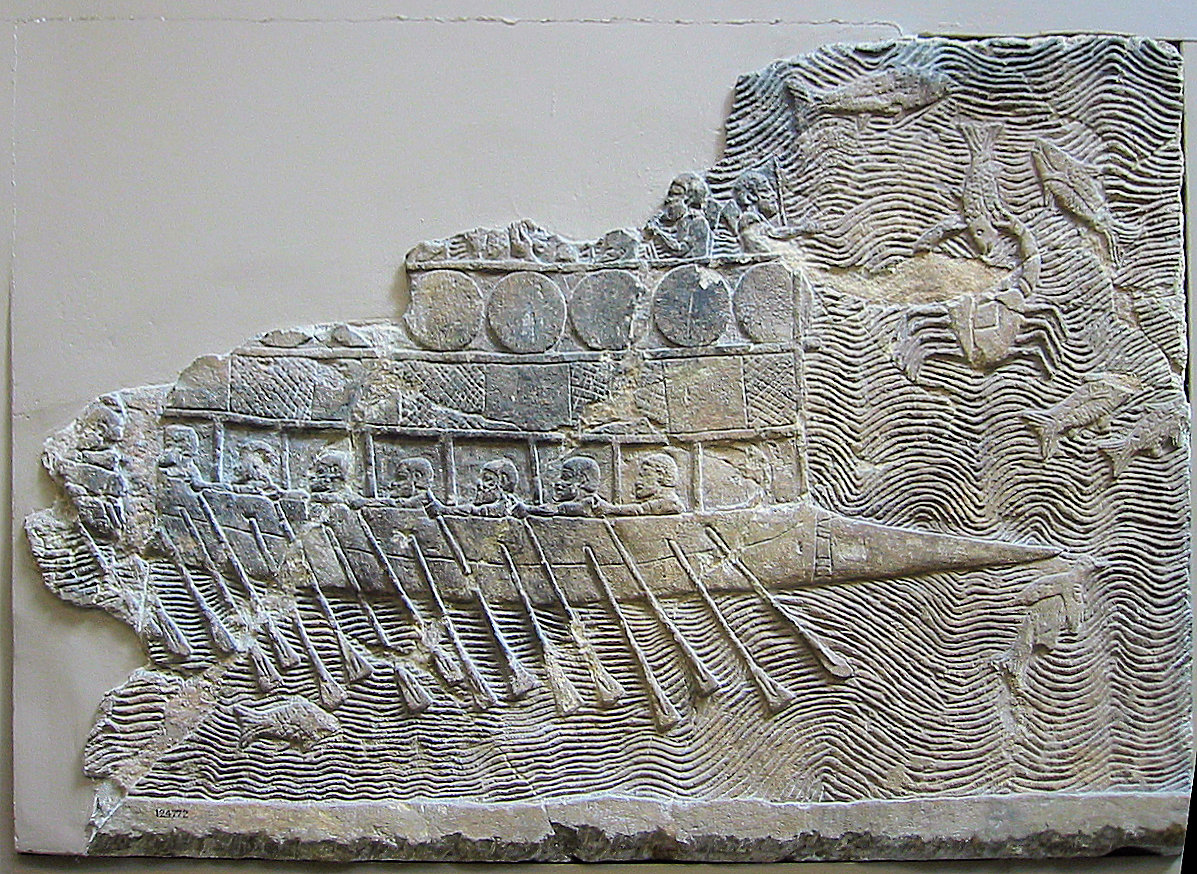
El rei Luli de Sidón foge de la seva ciutat, atacada per Sargón II, en un vaixell de guerra fenici del tipus denominat dieris (birreme, amb dues files de remers). Relleu assiri del palau de Senaquerib, ca. 700-692 a. C.

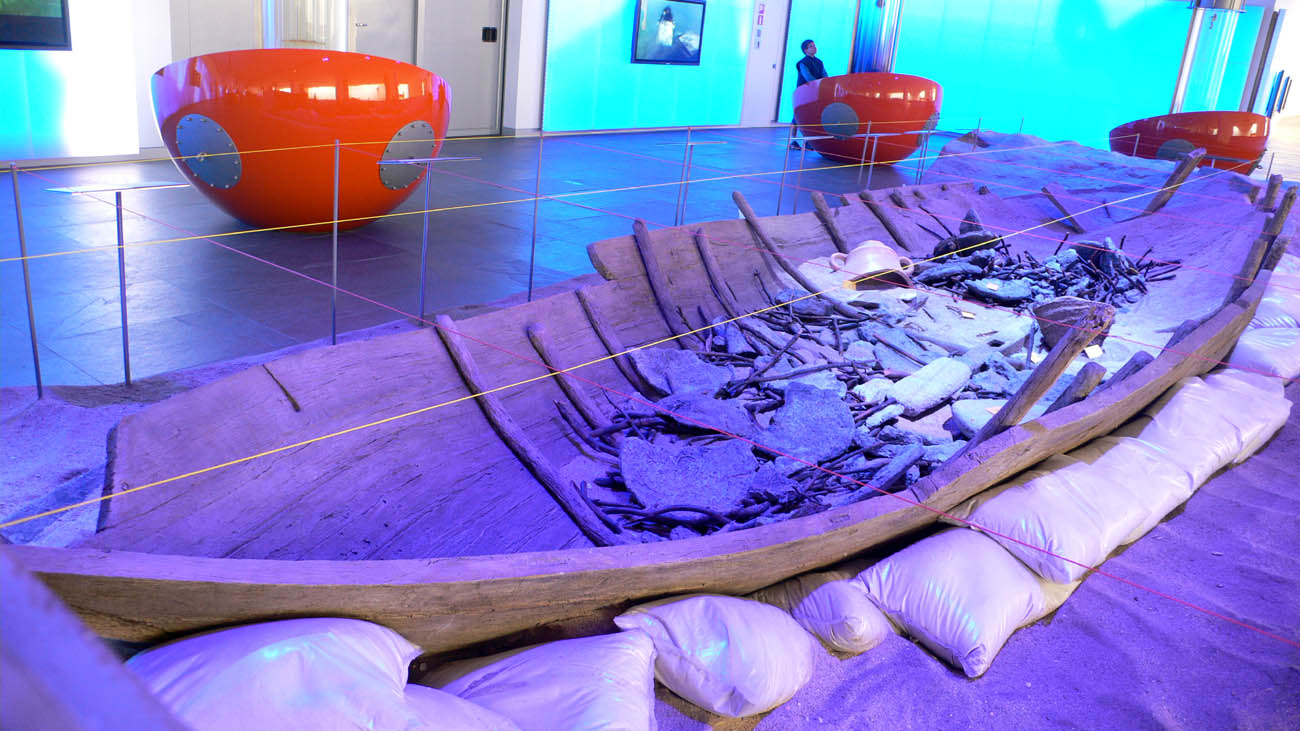
Un dels vaixells fenicis de Mazarrón,

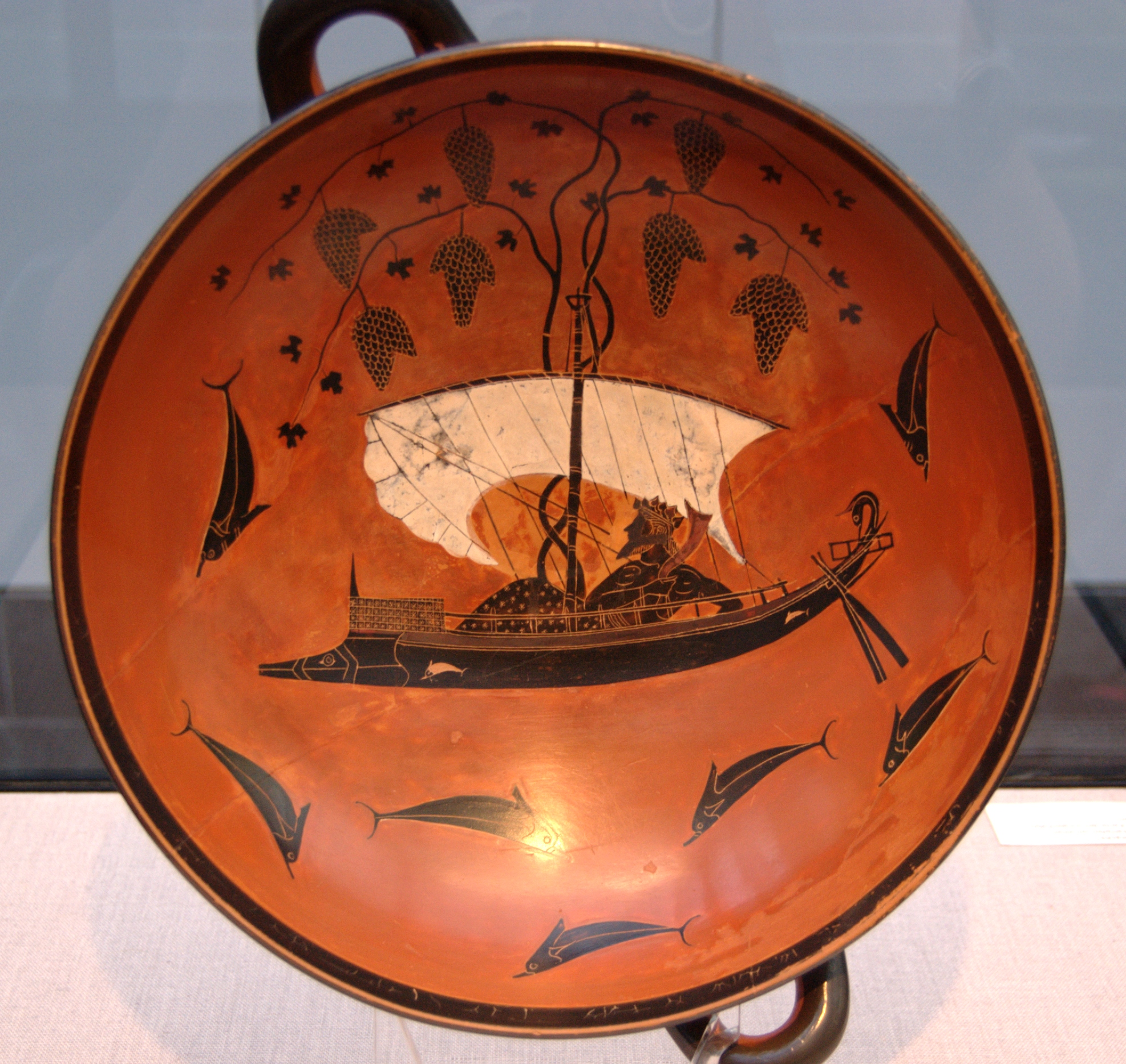
Got de Dionís, del pintor Exekias,

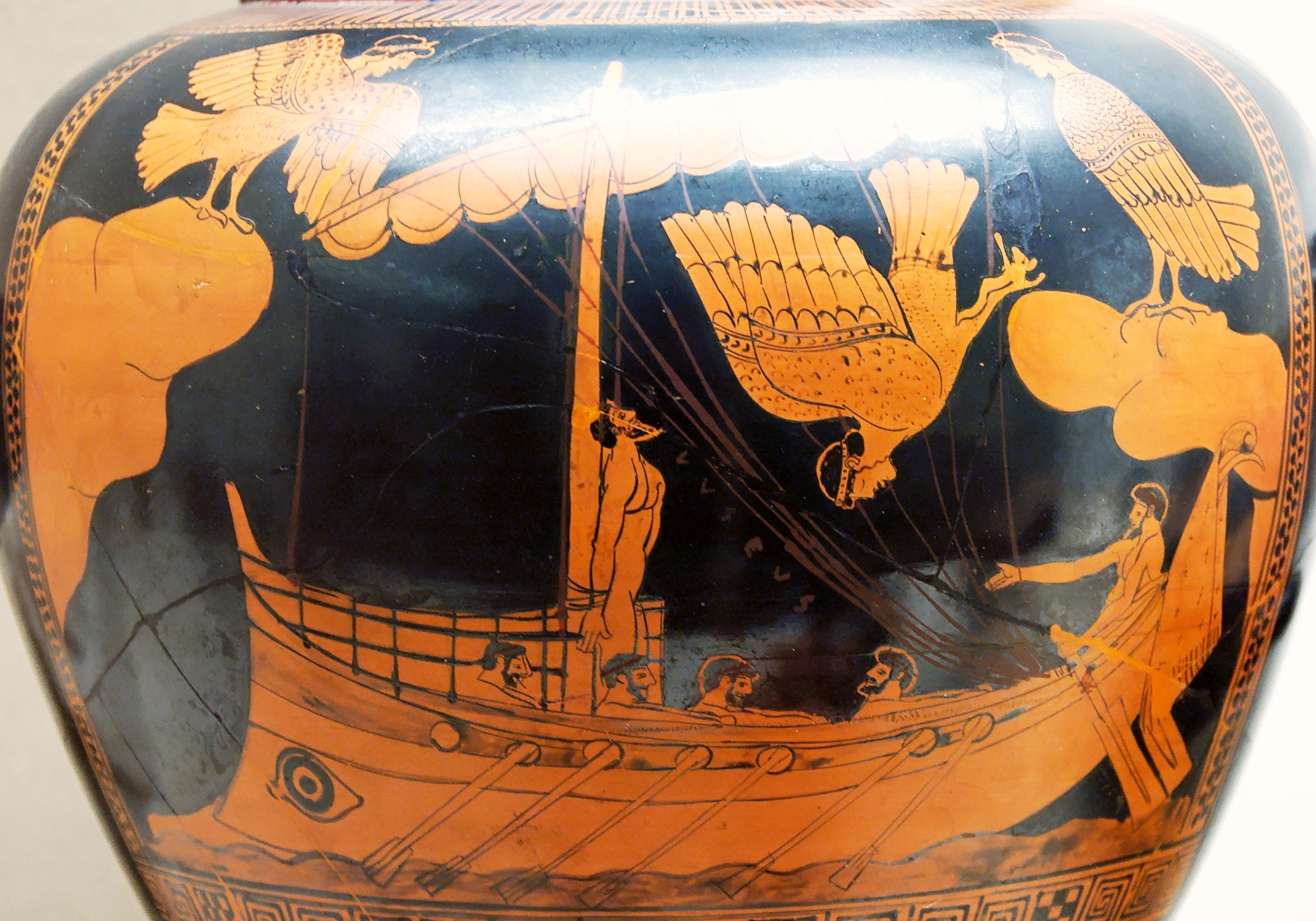
Escena de l' Odissea (els companys d'Ulisses aconsegueixen lliurar al seu vaixell del parany de les sirenes, mentre el seu líder escolta el seu cant amarrat al pal), en un got de l'anomenat pintor de les Sirenes,

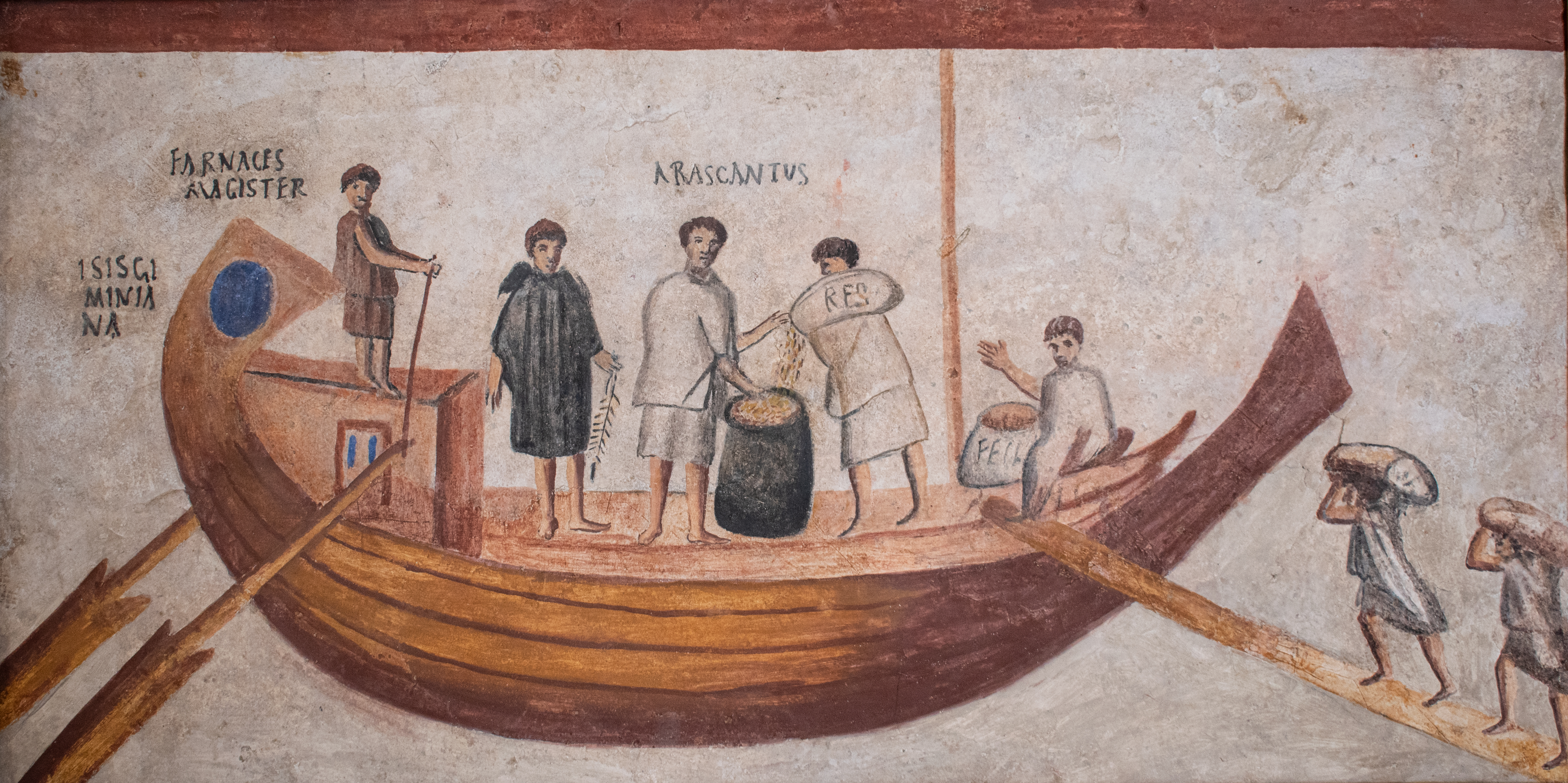
Nau romana representada en un fresc del segle o a la ciutat portuària d'Ostia. Les inscripcions reflecteixen el nom del vaixell (Isis Giminiana), el del capità o magister (Farnaces, empunyant el timó) i el del propietari (Arascanius, que controla les tasques de càrrega).

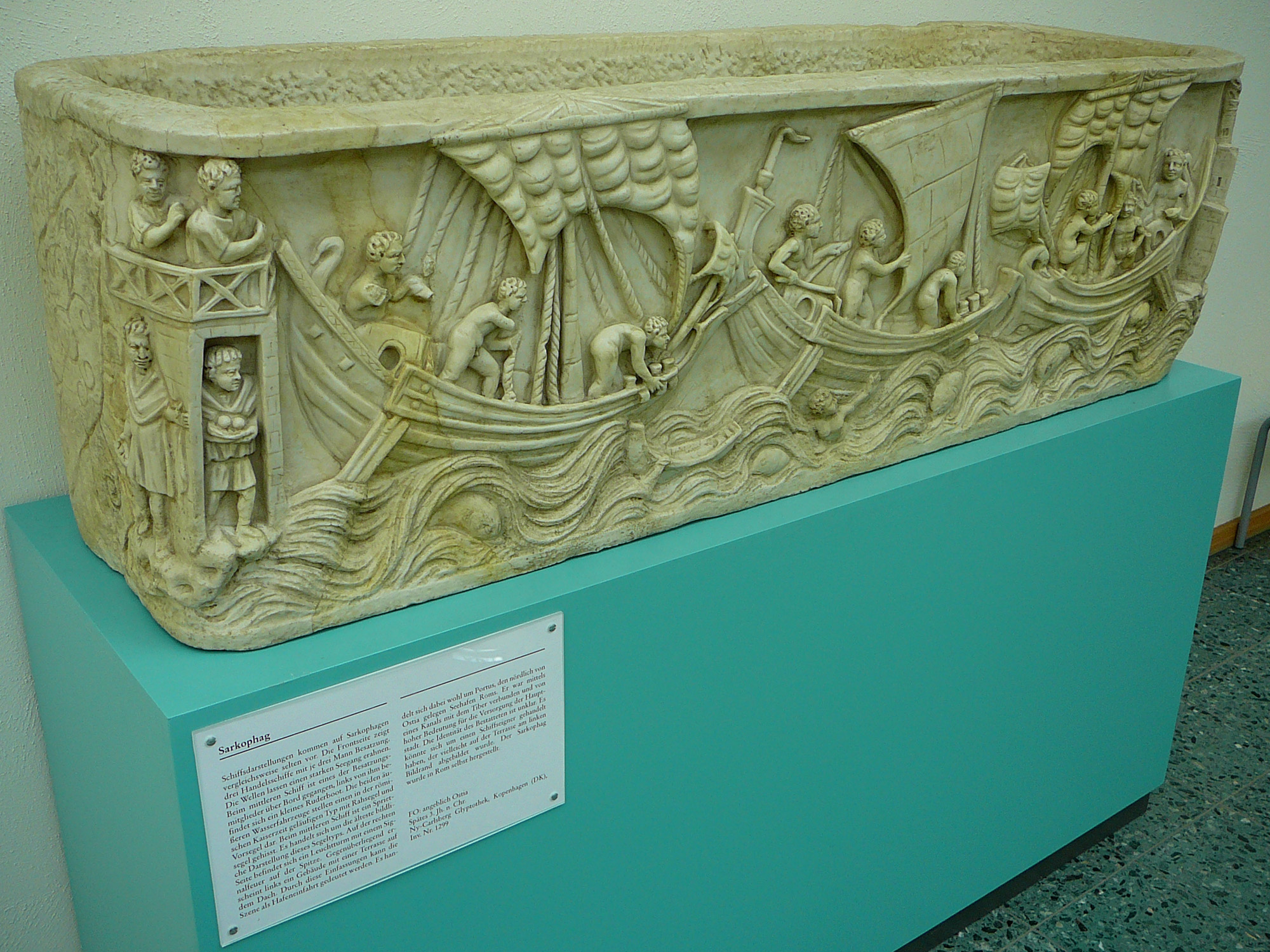
Sarcòfag romà del. És la més antiga representació d'una vela de ventall.

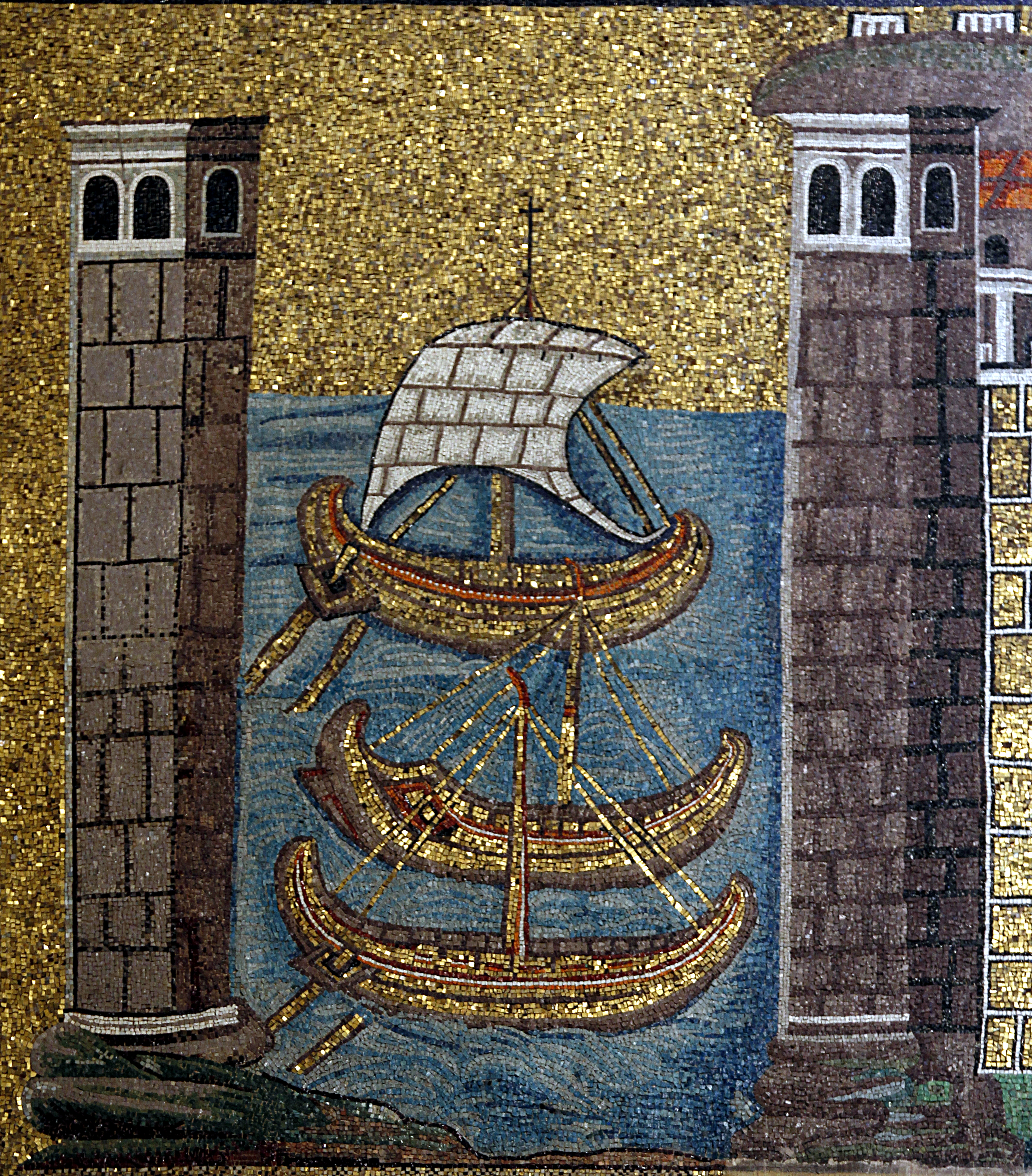
Vaixells romans d'Orient a Classe (el port de Rávena), representats en un mosaic de Sant Apolinar el Nou,.

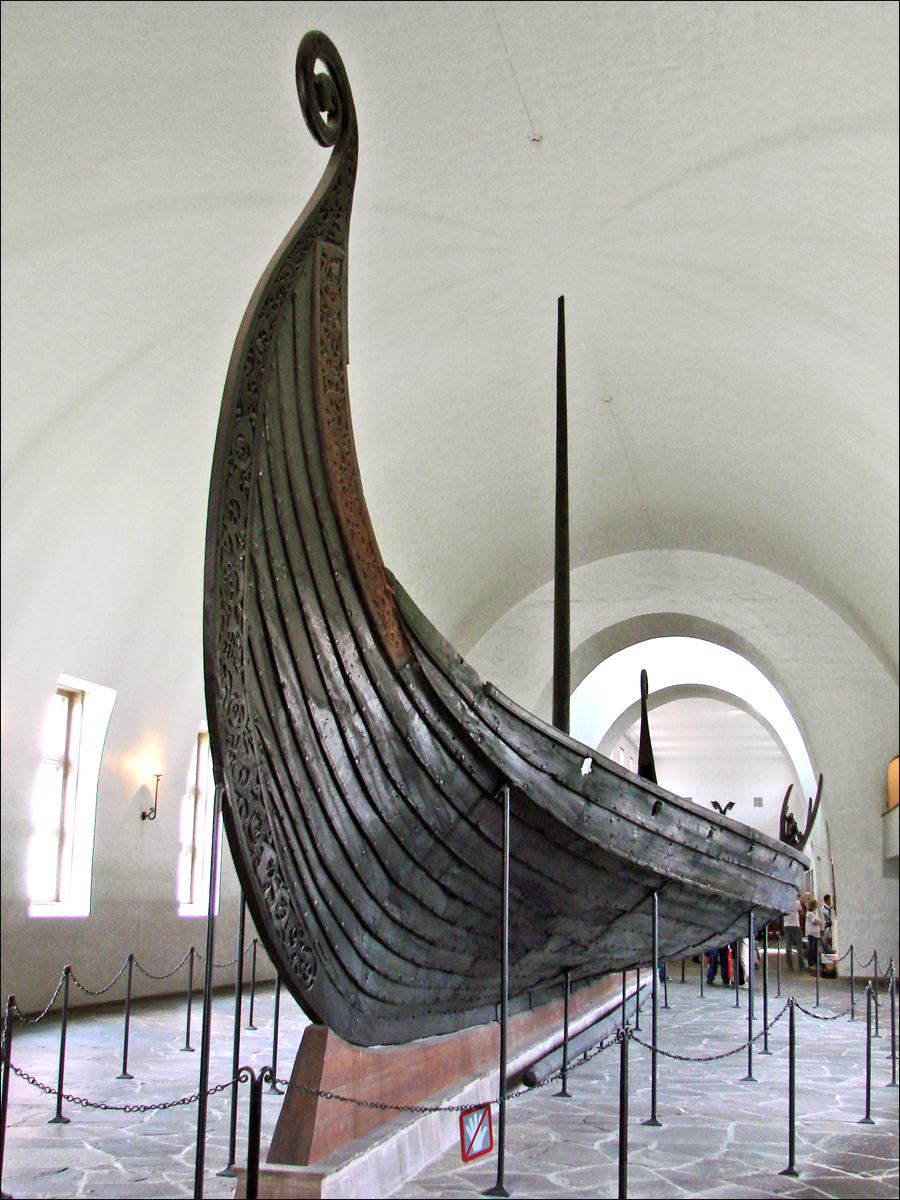
Vaixell d'Oseberg,.

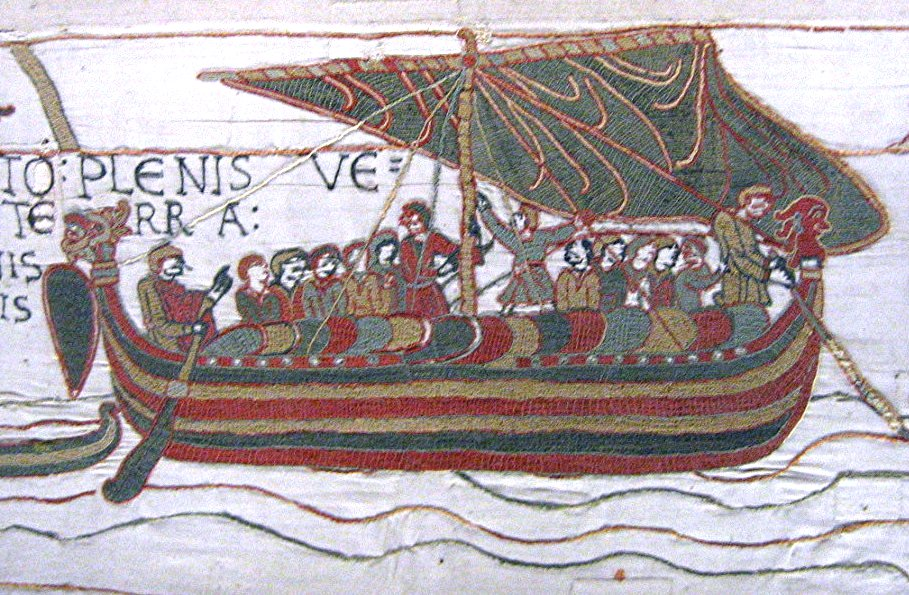
Vaixell normand representat al tapís de Bayeux,.

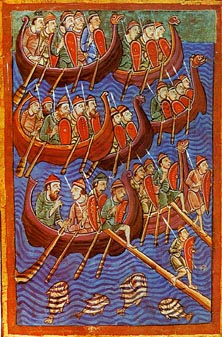
Vaixells víkings representats en un manuscrit del.

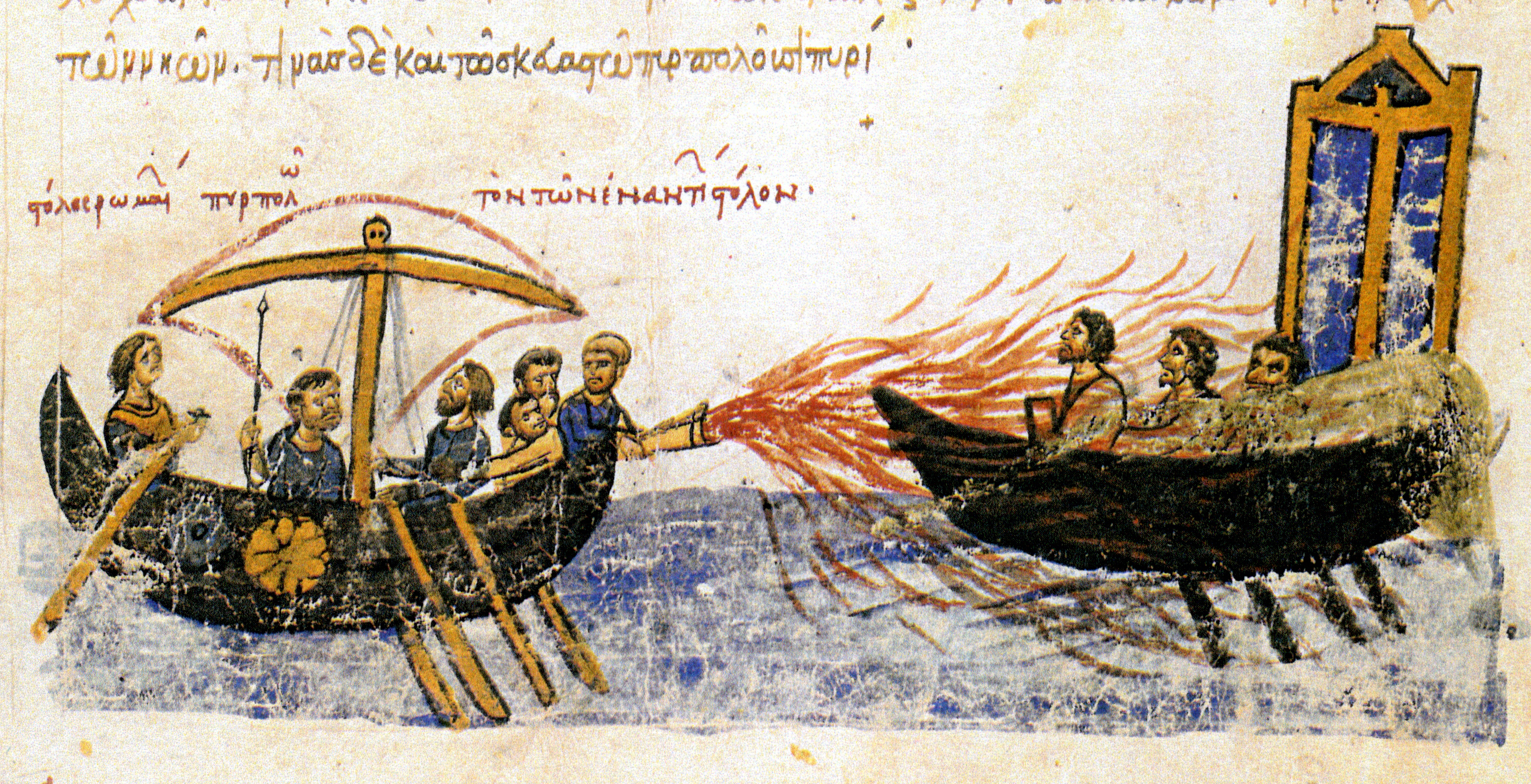
Combat naval amb foc grec representat en un manuscrit romà d'Orient del (Skylitzes Matritensis).

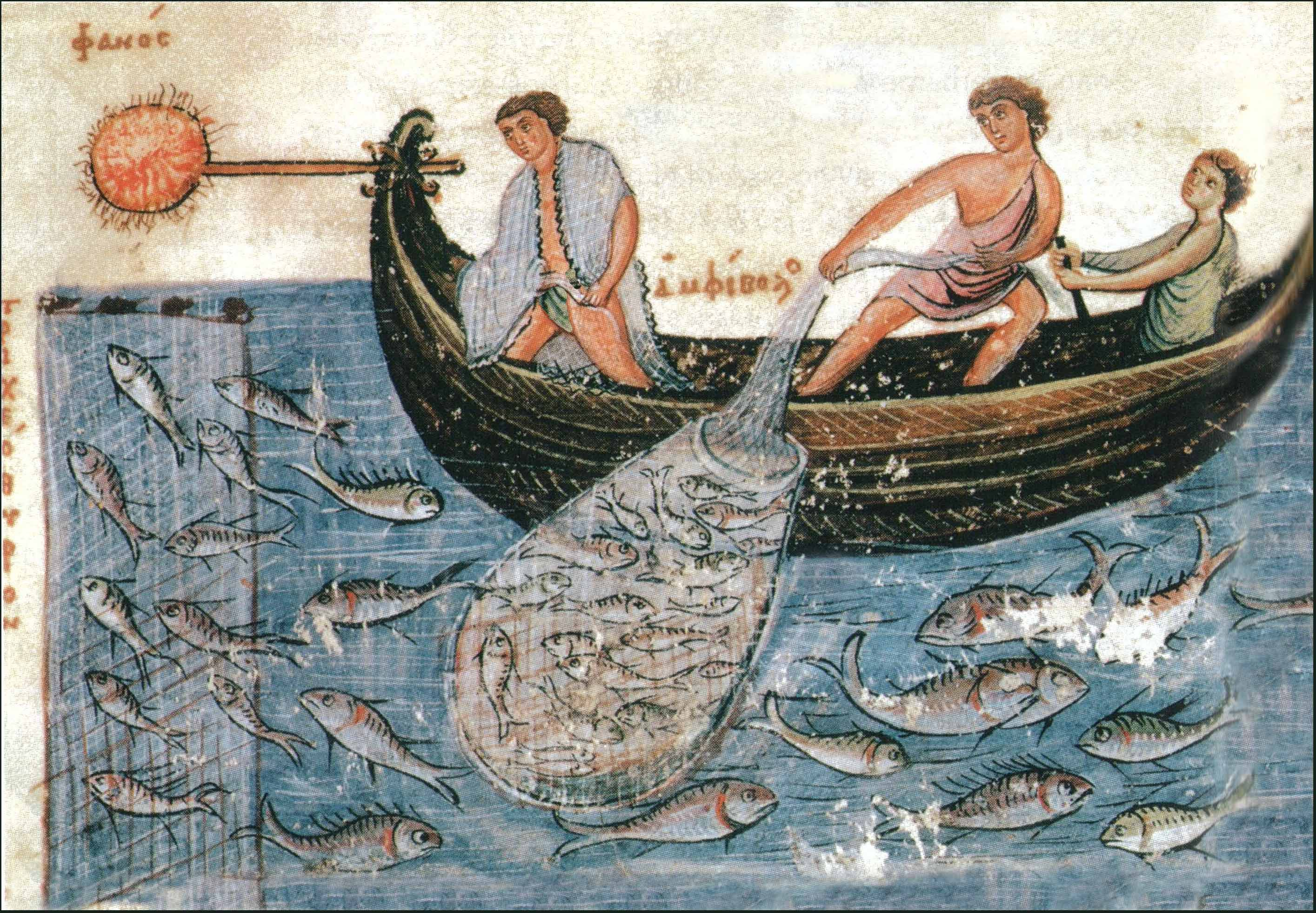
Escena de pesca amb llum al mateix manuscrit.

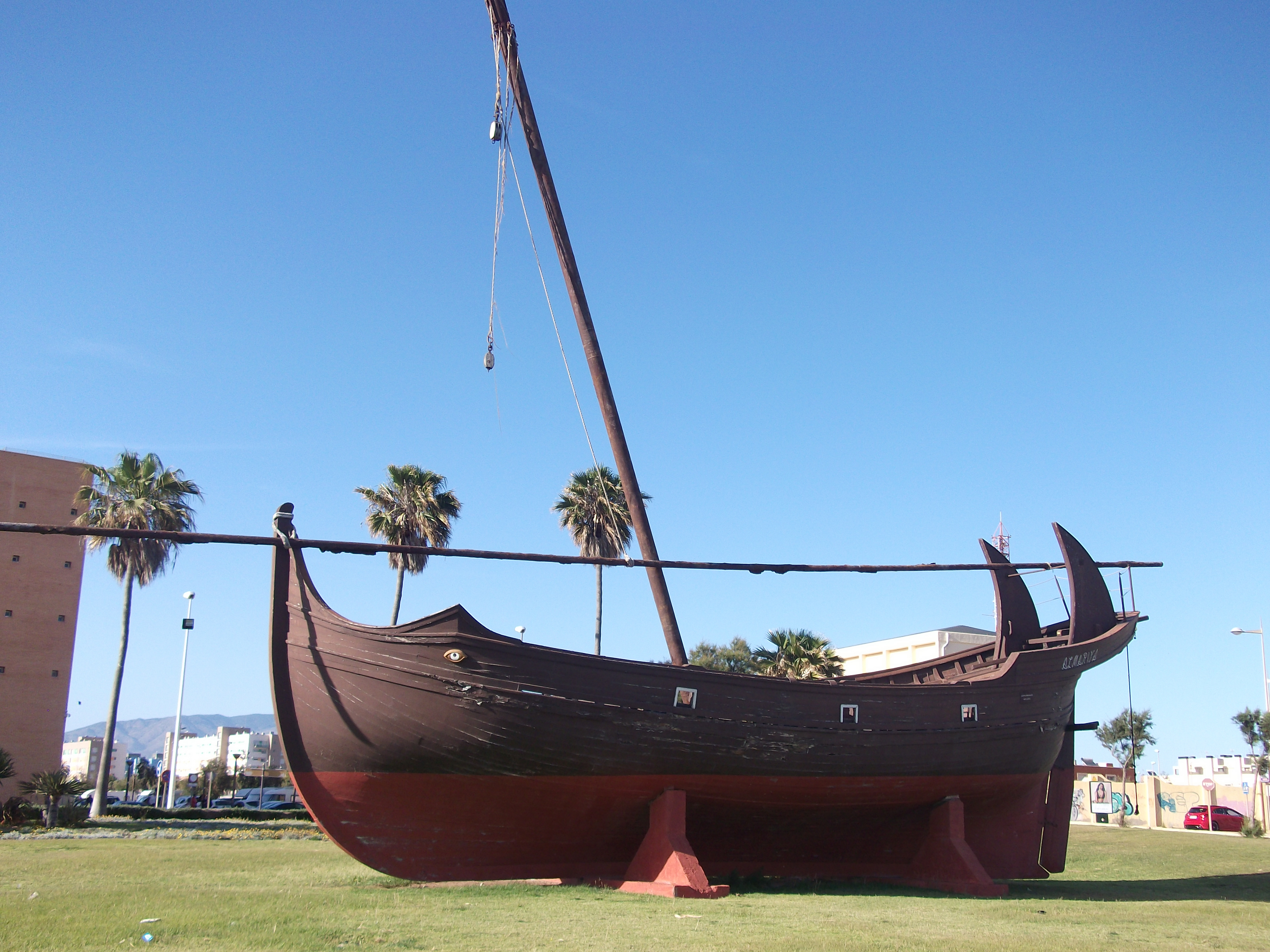
Rèplica d'un vaixell hispanomusulmà dels segles -.

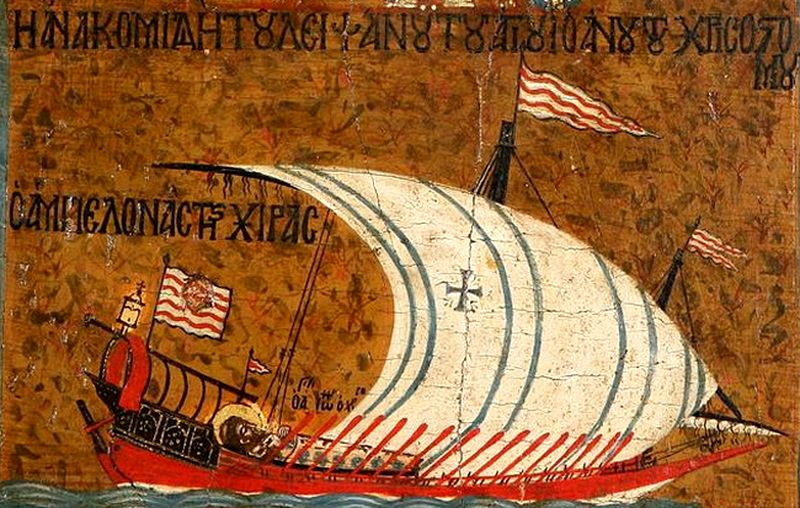
Galera o dromon en un fresc romà d'Orient del. El disseny de les banderes és semblant a la quadribarrada de la Corona d'Aragó, i el del vaixell es pot comparar amb la tradicional barca de mitjana.

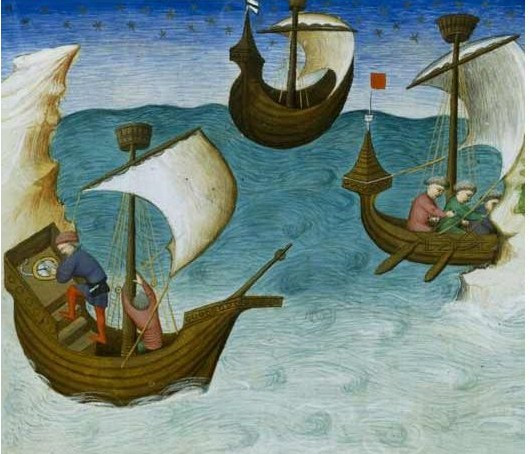
La primera representació coneguda d'una brúixola, utilitzada a bord d'un vaixell, en una il·lustració datable el 1403.

La navegació costanera va ser practicada des de la més remota antiguitat. La narració bíblica del diluvi, on apareix l'Arca de Noè, està basada tant en els mites com en la pràctica de la navegació de les civilitzacions mesopotàmiques, que des dels sumeris van navegar pels seus dos rius (Tigris i Eufrates) i pel golf Pèrsic. Els antics egipcis tampoc es van limitar a la navegació fluvial del Nil, i van utilitzar les rutes marítimes del Mediterrani existents des del Neolític (per les quals s'haurien difós durant mil·lennis fenòmens culturals com el megalitisme o la metal·lúrgia). Els cretencs van arribar a establir una veritable "Talassocràcia" (govern dels mars, que s'atribueix al rei Minos) fins a l'època micènica ( II mil·lenni a. C.), en què caldria situar els fets mitificats en els poemes homèrics (més de mil "còncaves naus" arribant a les platges de Troia, mala fortuna del navegant Ulisses i perícia dels " argonautes " —entre els quals hi ha el constructor del vaixell que porta el seu nom, Argos —).
 Els hitites, dirigits pel rei Subiluliuma II es van enfrontar als xipriotes a la primera batalla naval registrada històricament (ca. 1210 aC.); a la mateixa època totes les civilitzacions de la Mediterrània Oriental van patir les incursions dels anomenats "pobles del mar". Els fenicis, a qui els grecs consideraven els seus mestres en la navegació, i que també són citats a la Bíblia (vaixells de Tir subministraven al rei Salomó mercaderies provinents de llocs llunyans, inclòs Tarshish — Tartessos —, a aquest mateix destí portava un vaixell fenici a Jonàs, fins que la tripulació li va llançar al mar en responsabilitzar-lo de la tempesta que amenaçava amb enfonsar-los), haurien estat la primera civilització mediterrània que va navegar per alta mar al rem i a la vela, guiant-se pel Sol durant el dia, i per l'estrella polar durant la nit. Consta que, travessant l'estret de Gibraltar (les "roques de Melkart", "columnes d'Hèrcules" als mites grecs) van navegar per l'oceà Atlàntic arribant pel sud fins a algun punt de la costa occidental d'Àfrica i pel nord fins a les illes britàniques (o potser més enllà, al lloc que els textos anomenen Tule), però és dubtós que circumnaveguessin Àfrica o travessessin l'Atlàntic arribant a Amèrica, cosa que més probablement sí van aconseguir els víkings al segle x

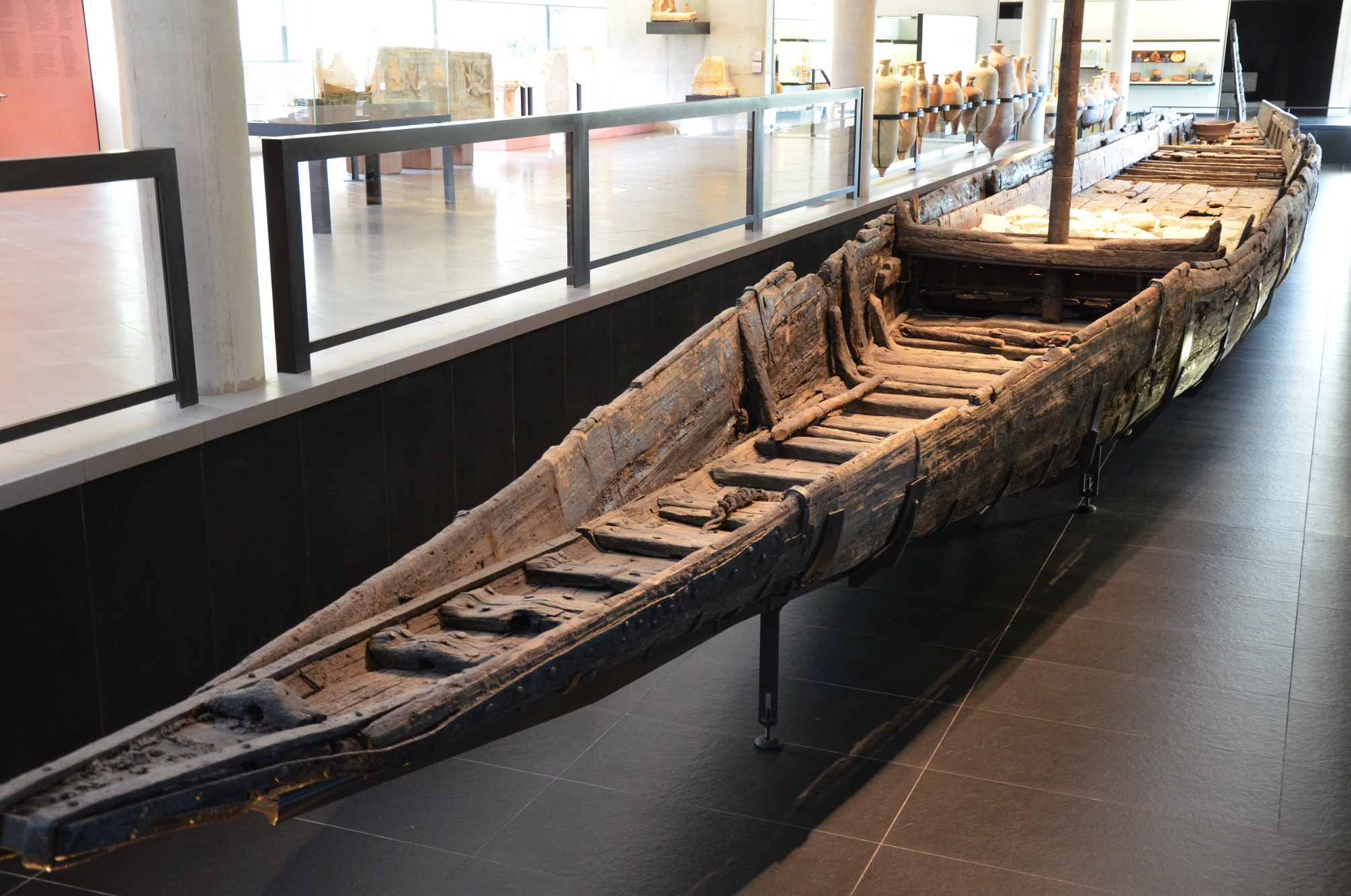
Restes d'una nau galo-romana del segle i anomenada arqueològicament Arles Rhône 3
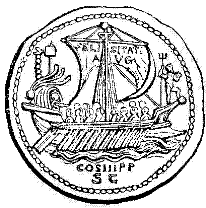
Nau romana representada en una moneda.
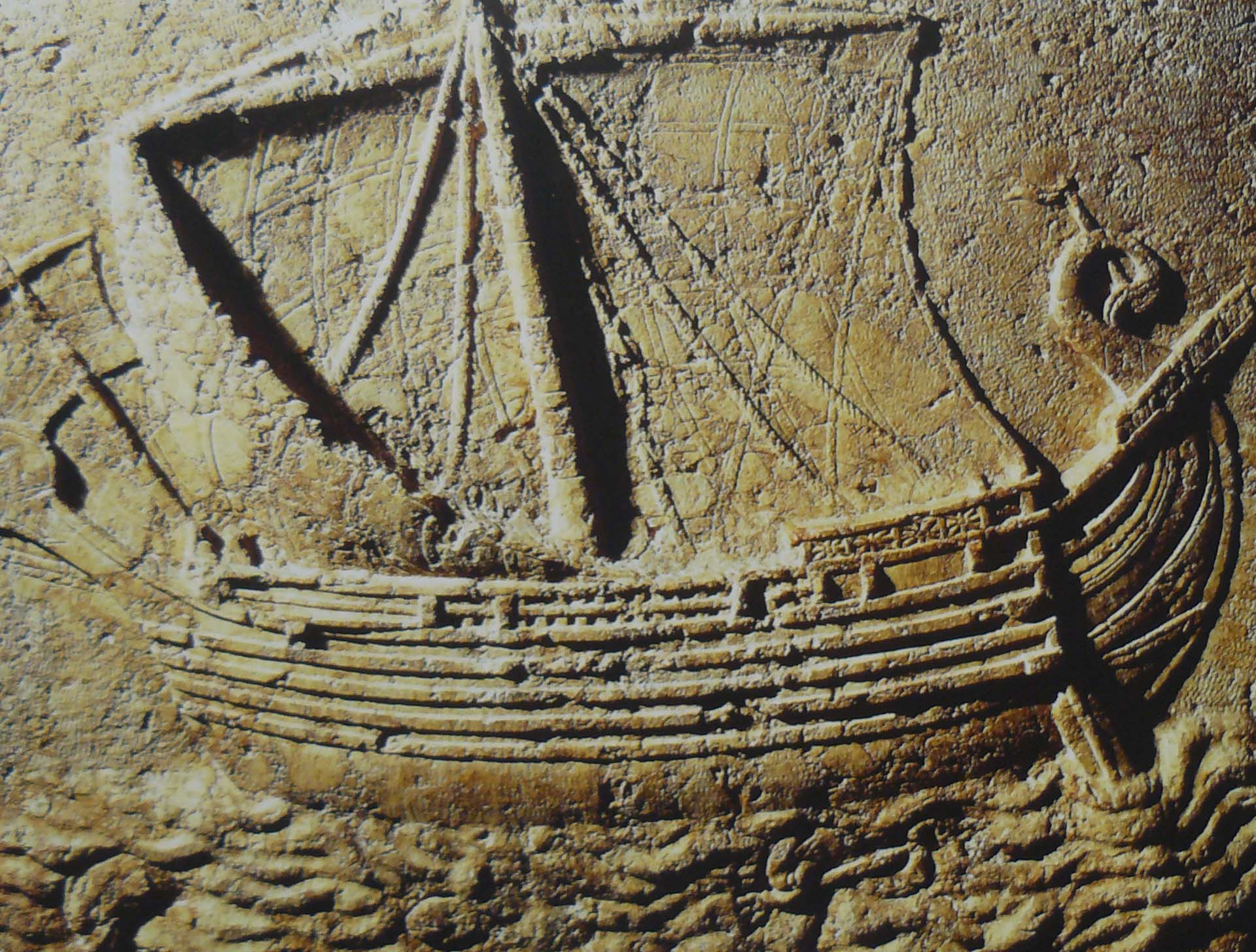
Relleu d'un sarcòfag del segle II representant un "gauloi", vaixell de comerç.
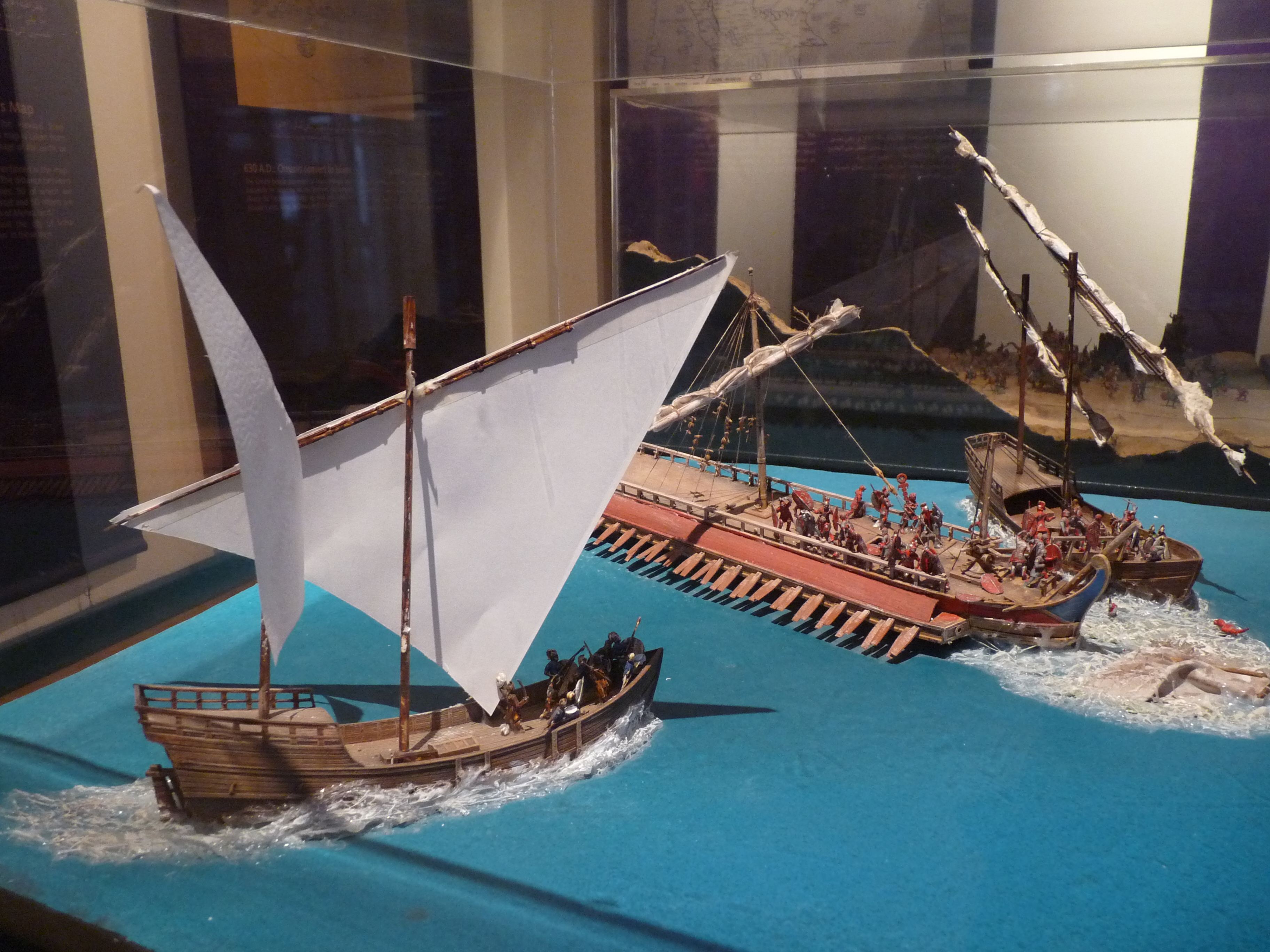
Maqueta que representa en enfrontament naval entre un vaixell romà i vaixells omanís a l'Índic, segle II

En els oceans Índic i Pacífic es van desenvolupar navegacions oceàniques que van permetre poblar tots els arxipèlags ( navegació polinèsia ); mentre que la possibilitat que s'arribés a Amèrica del Sud encara és objecte de debat (el poblament d'Amèrica a través de l'estret de Bering no hauria necessitat de navegació, o en tot cas, n'hi hauria hagut prou amb la navegació costanera), així com altres possibles contactes transoceànics precolombins. Al primer terç del segle xv, les expedicions xineses liderades per Zheng He van arribar fins a les costes africanes de l'Índic; s'ha arribat a proposar la possibilitat que haguessin arribat a l'Atlàntic Sud i fins i tot fins a Amèrica i Europa, però aquesta proposta no ha passat de ser una especulació no admesa acadèmicament.

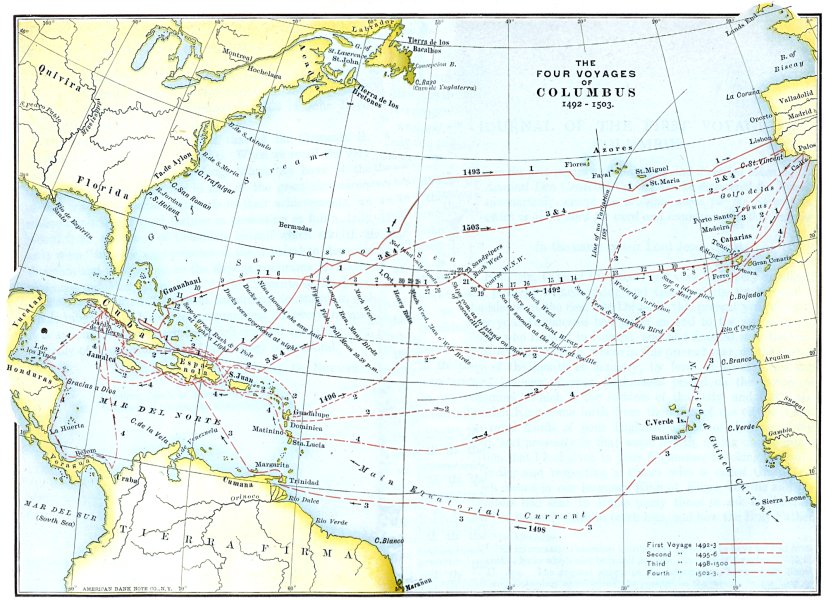
Navegació dels quatre viatges de Colom a Amèrica, 1492-1504.
Navegació del primer viatge de Vasco da Gama, 1498.
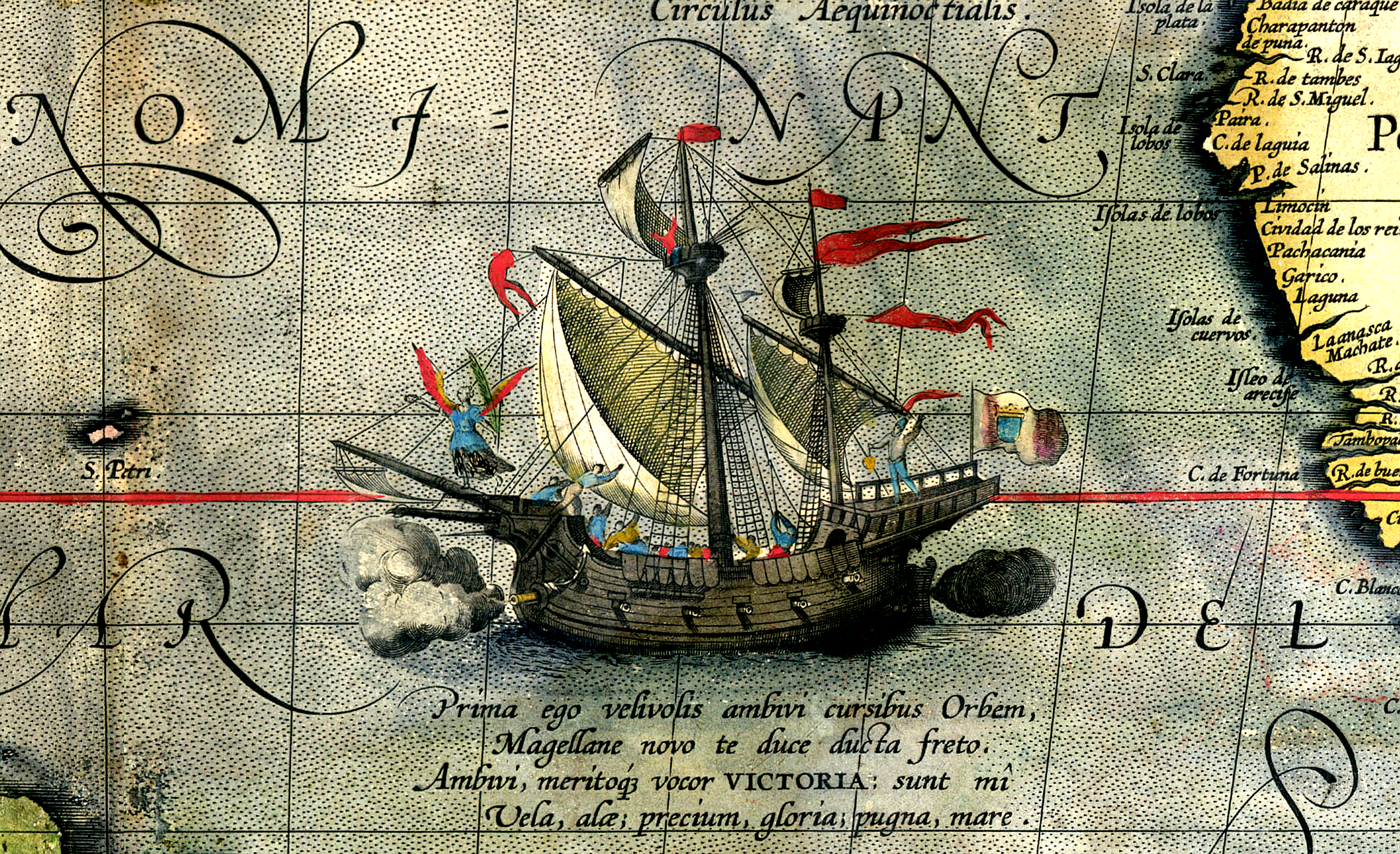
La Nau Victoria, nau de l'expedició Magallanes-Elcano(1519-1521), en una il·lustració d'un mapa d'Abraham Ortelius, 1590.
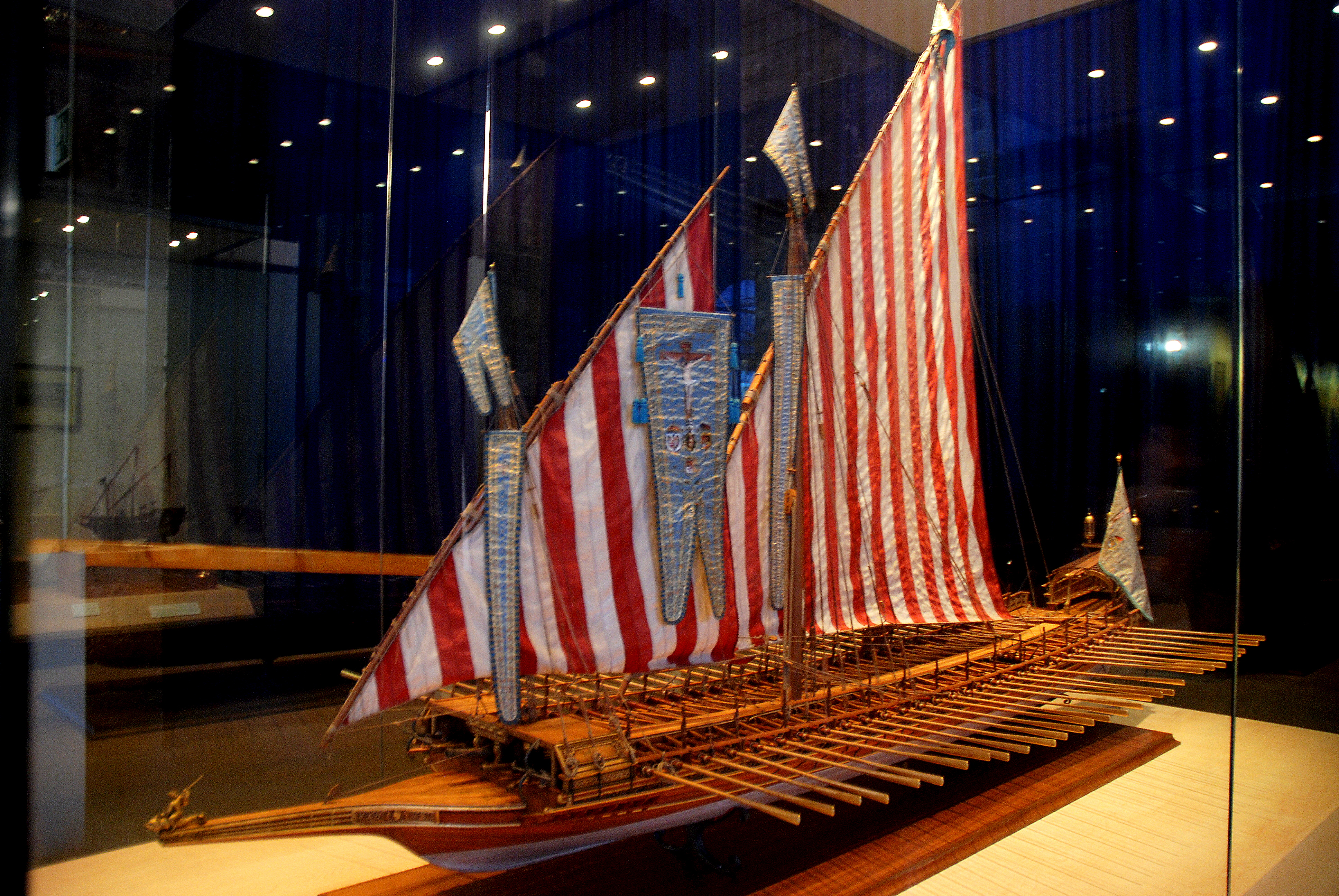
Maqueta de la  Galera Reial, vaixell insígnia de l'armada cristiana a la Batalla de Lepant (1571).
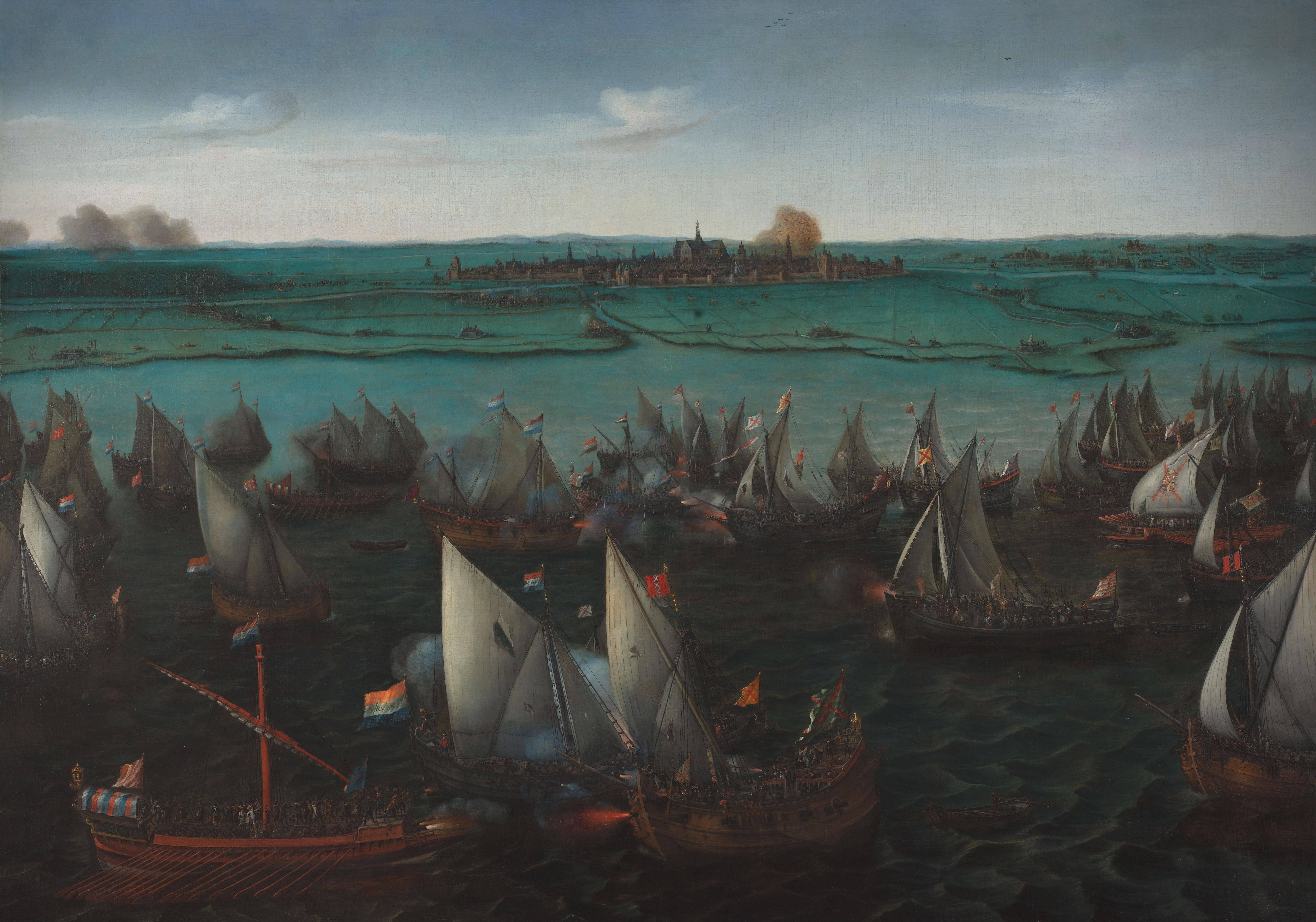
Els gueux de mer holandesos s'enfronten als espanyols a la batalla de Haarlemmermeer, 1573; quadre d'Hendrick Cornelisz Vroom, ca. 1621.
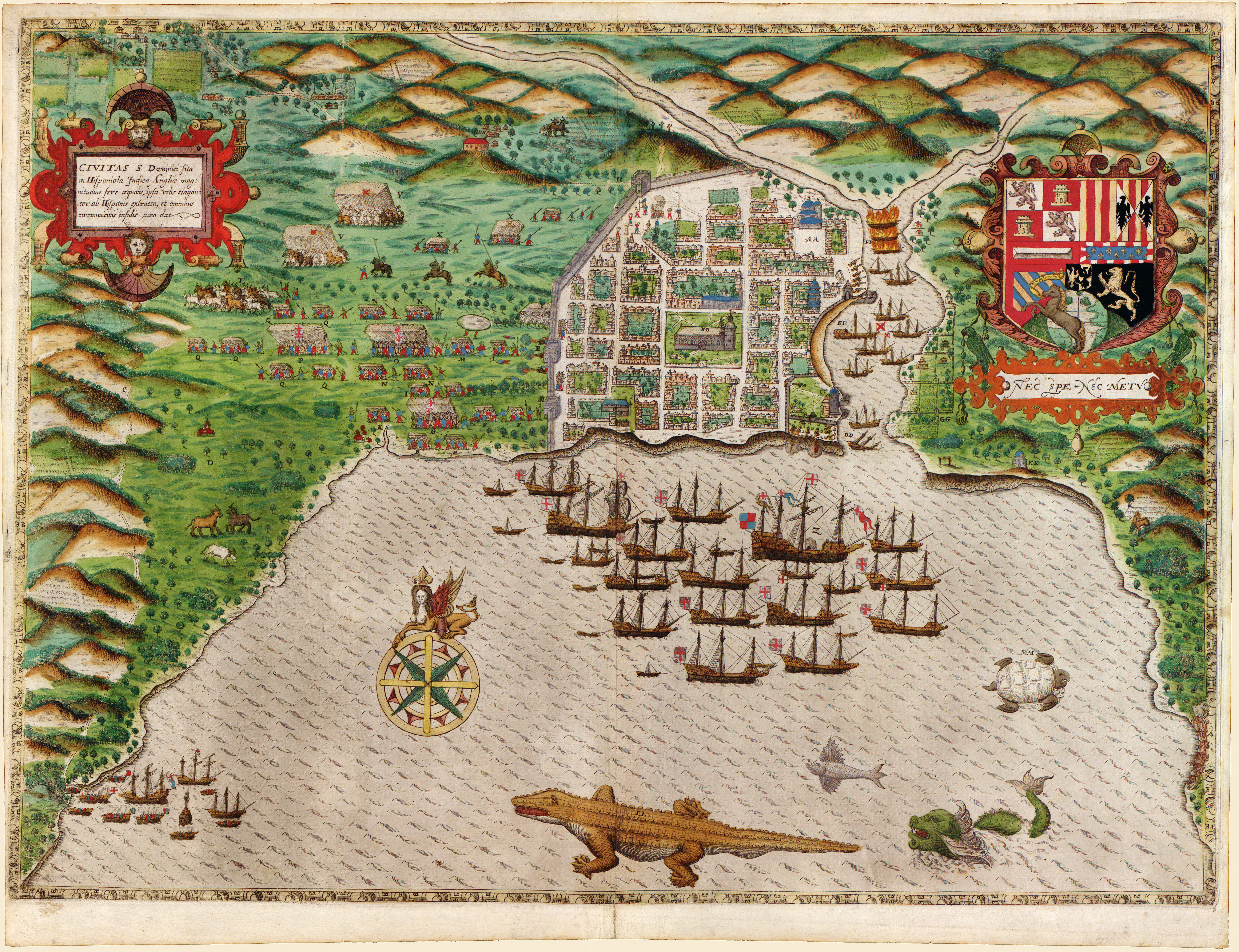
La flota de Francis Drake davant de Santo Domingo el 1585.
Navegació de l'Armada Invencible, 1588.

La navegació mediterrània, que els romans havien arribat a controlar . a. C.— i egipcis — Batalla d'Àccium, 31 aC — i pirates ), va tornar a ser un entorn disputat a l'Edat Mitjana, a partir del moment en què els vàndals van aconseguir atacar navalment les costes italianes. Al segle vi els romans d'Orient van aconseguir reprendre'n el control, i al segle vii van ser els àrabs els que van acabar de dividir l'espai mediterrani; al que van arribar a accedir fins i tot víkings i Normands. Des de l'època de les Croades també van tenir gran presència els navegants venecians, genovesos i de la corona catalano-aragonesa.

El coneixement europeu de la brúixola, del que es té la primera referència a Amalfi (coneixement obtingut probablement dels xinesos), juntament amb altres millores en tècniques astronòmiques (astrolabi, vara de Jacob, octant), cartogràfiques (portolans) i en la construcció naval ( Caravel·la, nau, galió), van permetre l'Era dels Descobriments protagonitzada inicialment per portuguesos i castellans; especialment a partir de l'impuls d'Enric el Navegant a l'escola de Sagres. En 1492 es va realitzar el primer viatge colombí a Amèrica ; el 1488, Bartolomeu Dias va doblar el cap de Bona Esperança, cosa que va obrir la ruta a l'Índic (Vasco da Gama va arribar a Calicut (Índia) el 1498); entre 1519 i 1521 l'Expedició de Magalhães-Elcano va circumnavegar el món (mesurant la longitud geogràfica amb el mètode del seu organitzador científic, Rui Faleiro). Fins al Segle XVI l'hegemonia hispano-portuguesa en la navegació va ser palesa en camps com la geografia i la cosmografia. Tant els pilots anglesos com els francesos van aprendre a navegar als textos de Pedro de Medina, Martín Fernández de Enciso i Martín Cortés, entre d'altres. S'ha argumentat que la conjunció de "canons i veles" va donar als Estats europeus l'avantatge per imposar-se a la resta, inaugurant el modern "sistema món".
Vista de Sevilla, atribuïda a Alonso Sánchez Coello (ca. 1576-1600).
Des de 1503 aquesta ciutat va ser el destí de la flota d'Índies, per allotjar la Casa de la Contractació que monopolitzava el comerç amb Amèrica. Al seu torn es van constituir el Consolat de Carregadors o Universitat de Mercaders i el Col·legi de San Telmo

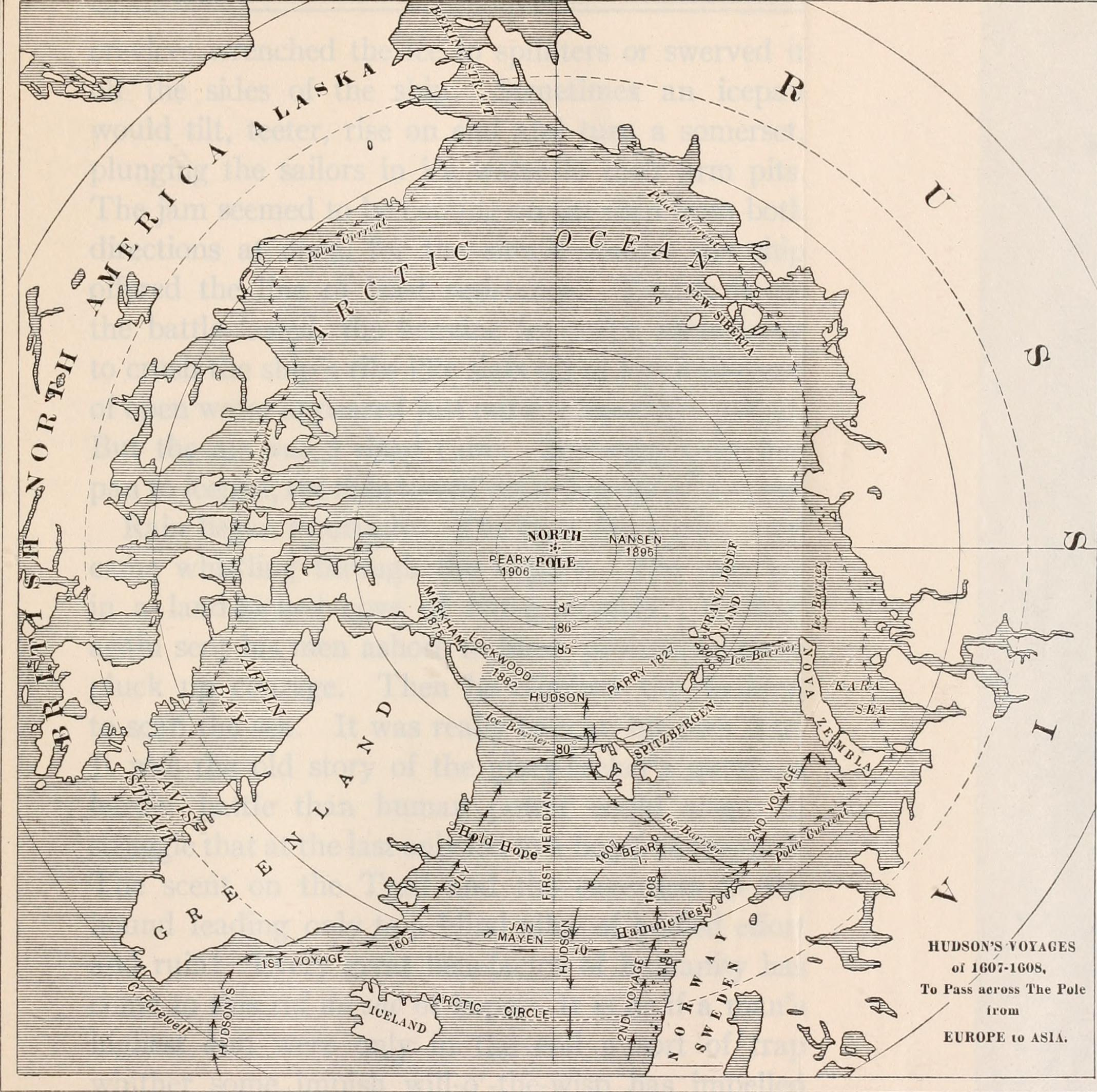
Navegació d'Henry Hudson a la recerca delpas del Nord-est, 1607-1608.
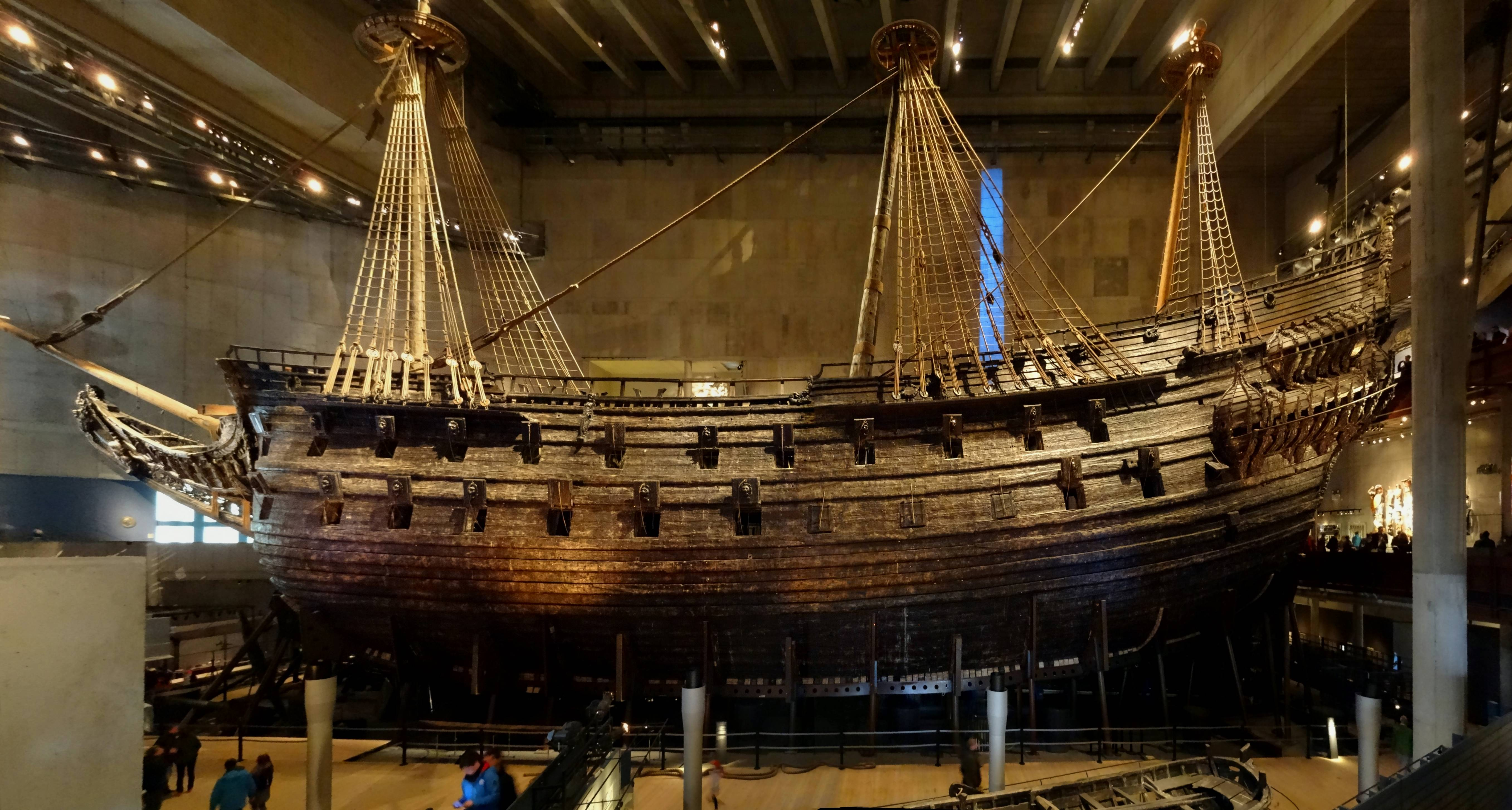
ElVasa, vaixell insígnia de l'armada sueca, enfonsat en el seu viatge inaugural, 1628.
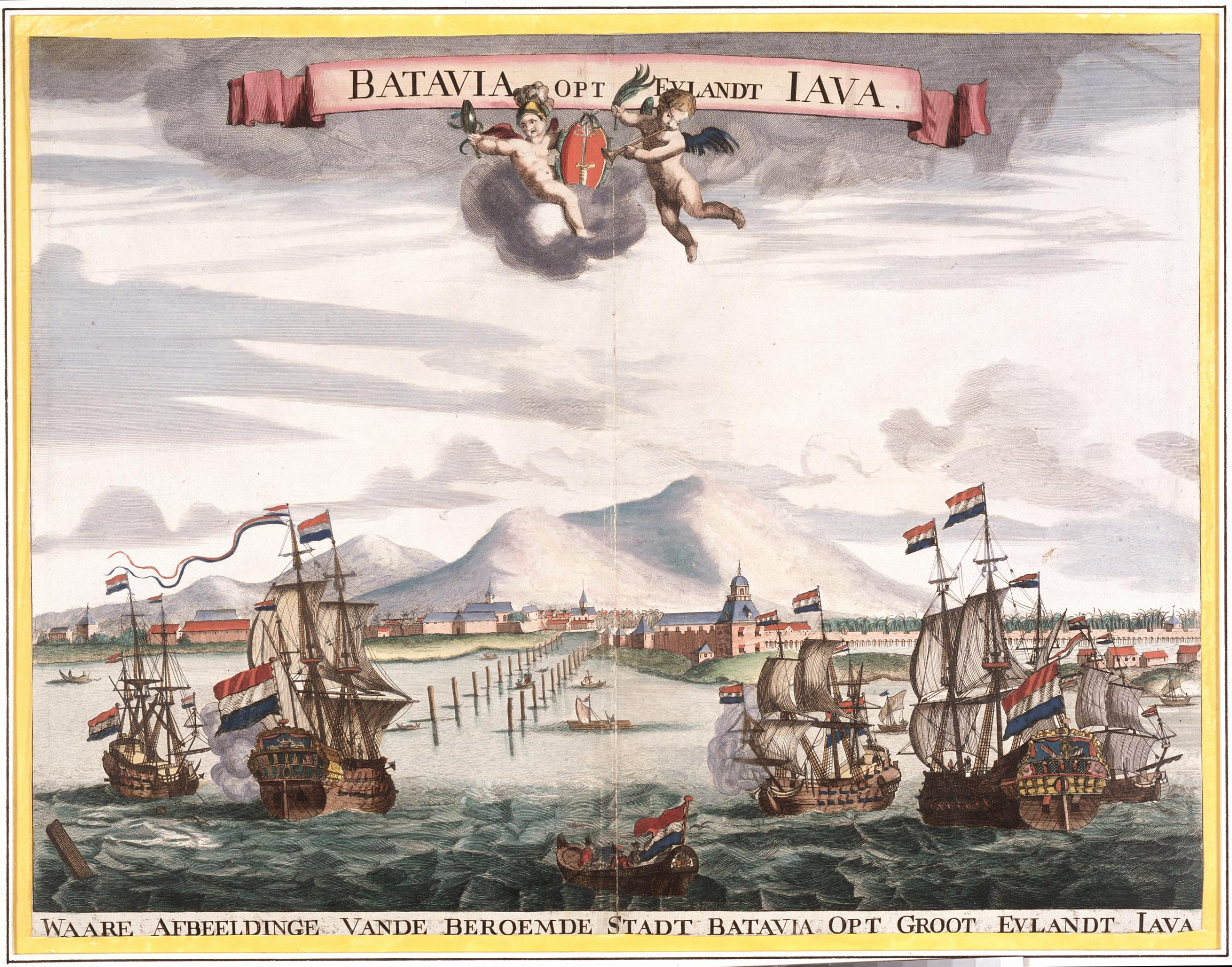
Vaixells holandesos de la VOC (Vereenigde Oostindische Compagnie, "companyia de les Índies Orientals") a Batavia (actualJakarta), 1665.

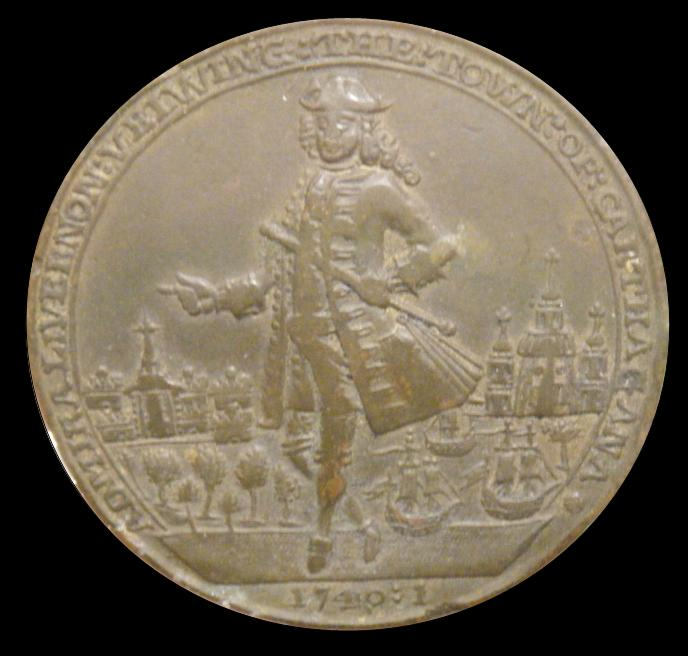
Medalla amb què l'armada inglesa pretenia celebrarla presa de Cartagena d'Índies, que no es va produir(1741).
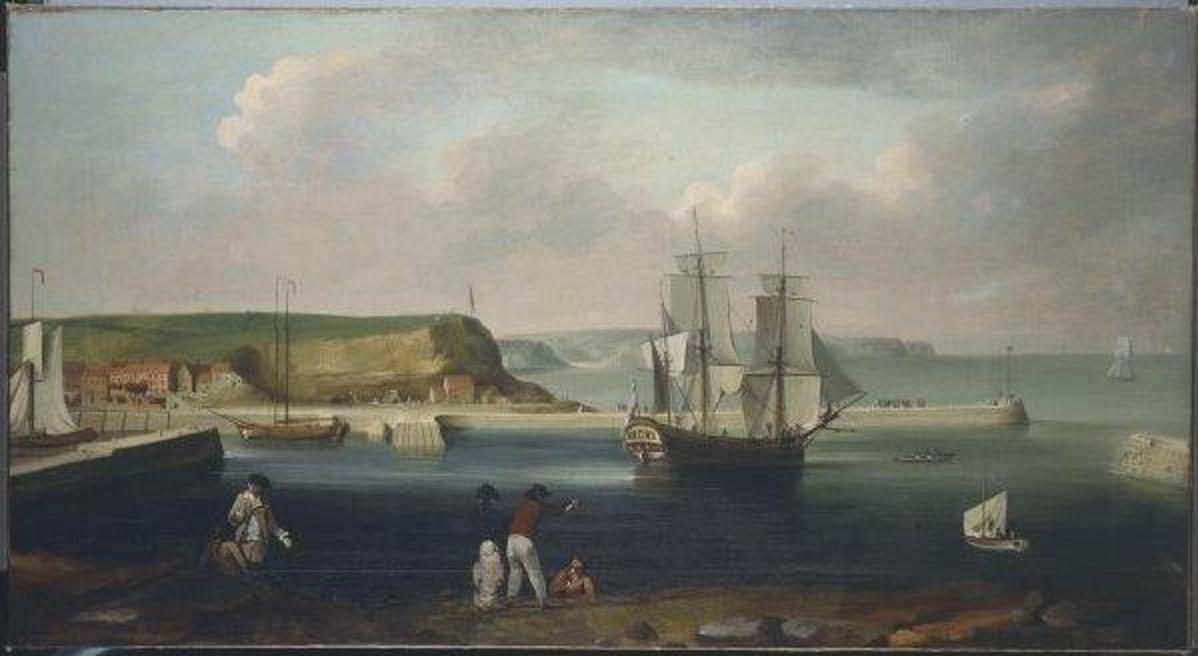
L'Endeavour(vaixell del capità Cook) salpa del port deWhitbyel 1768.
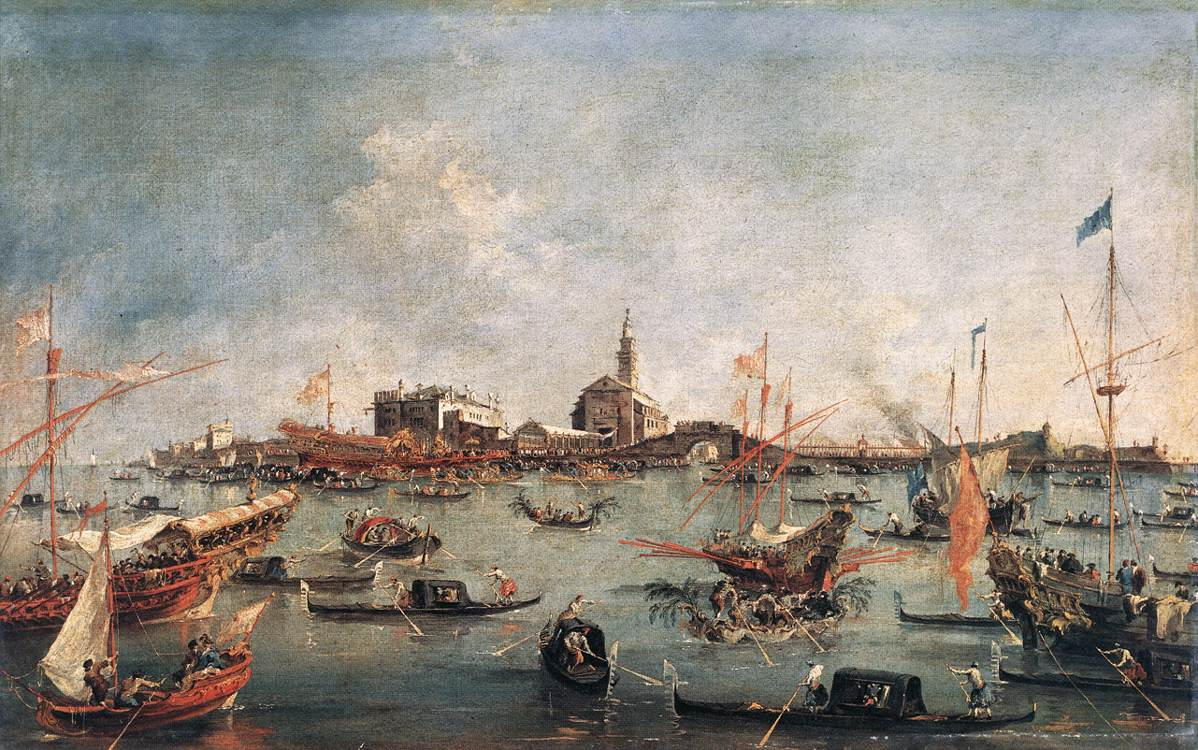
Vaixells venecians (entre ells elBucintor) a la festa de l'Ascensió, quadre deFrancesco Guardi, ca. 1775.
Expedició de Jean-François de La Pérouse, 1785-1788.
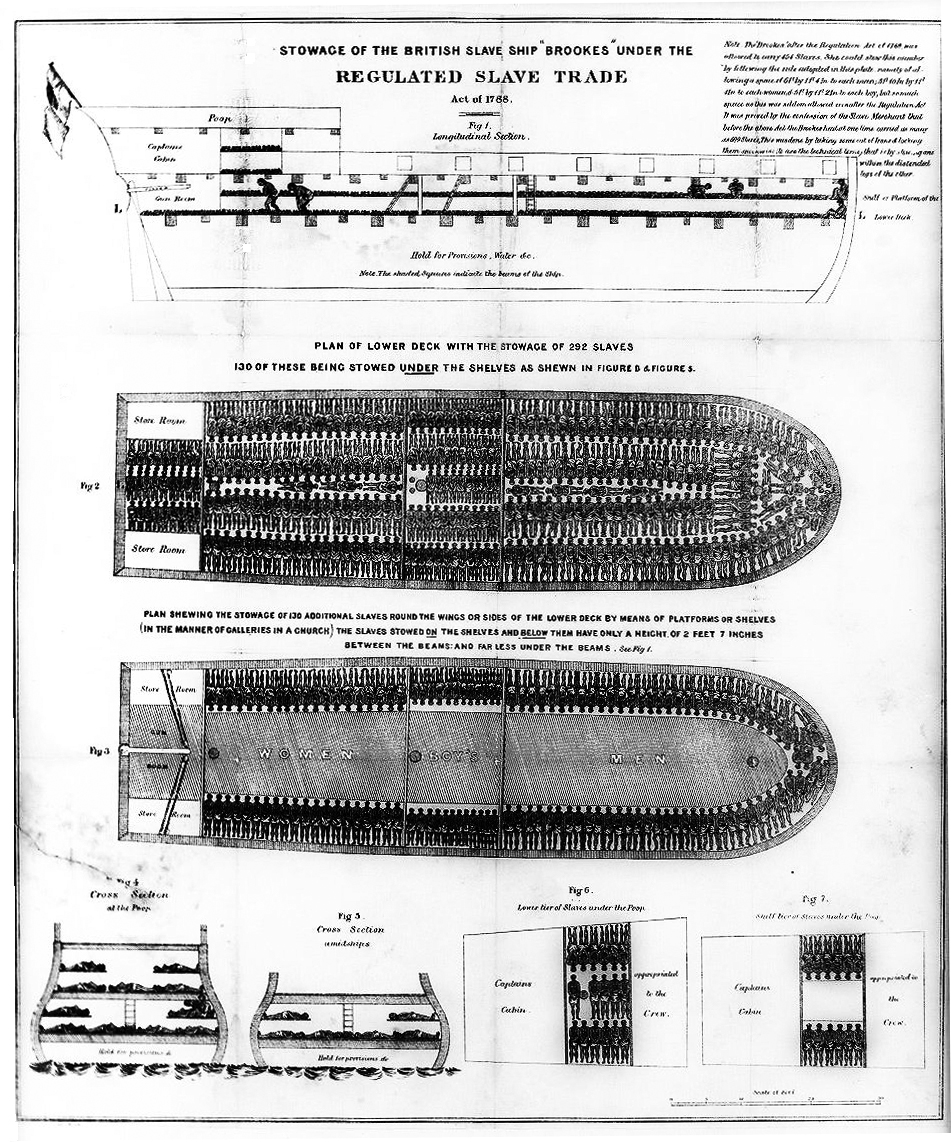
Disposició d'un vaixell negrerper altrànsit d'esclaus el 1788. Elcomerç triangularque creuava l'Atlàntic entre Europa, Àfrica i Amèrica constituïa els rutes de navegació més importants a l9època.
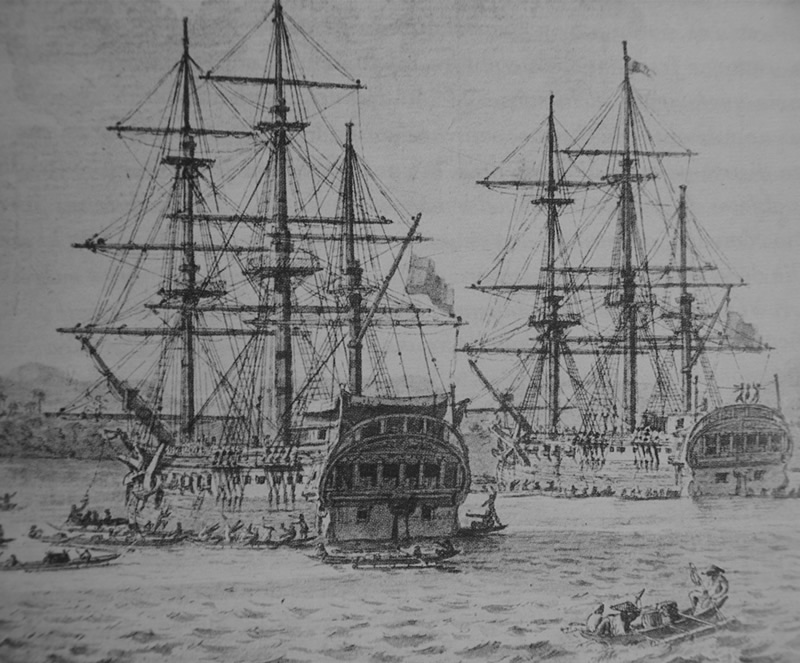
LaDescobertail'Atrevidaa l'illa filipina de Samar, durant l'expedició Malaspina, 1789–1794.
Navegacions de la Reial Expedició Filantròpica del Vaccí, 1803-1814.
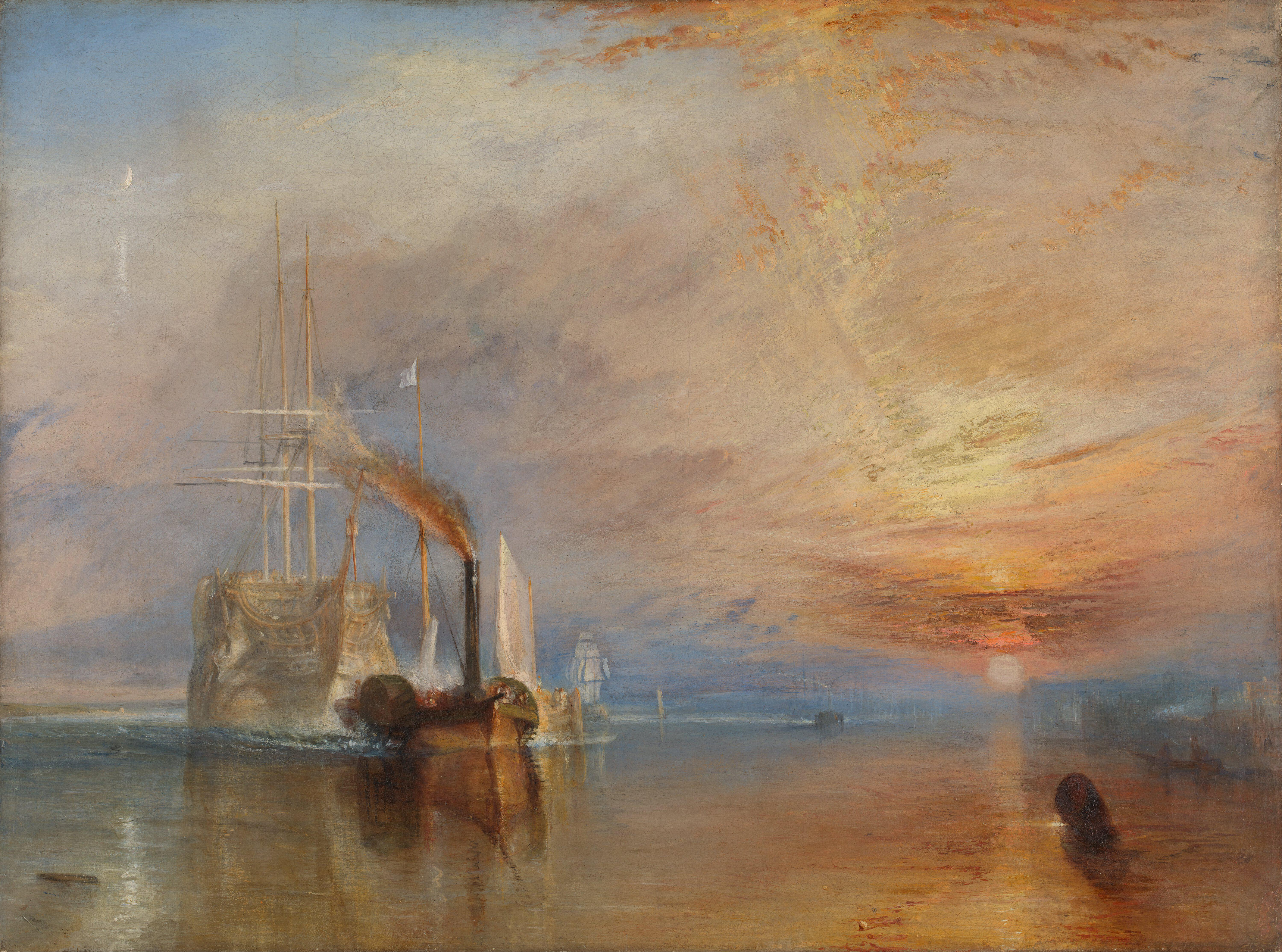
El Temerari remolcat a dic sec, deJMW Turner, 1838.
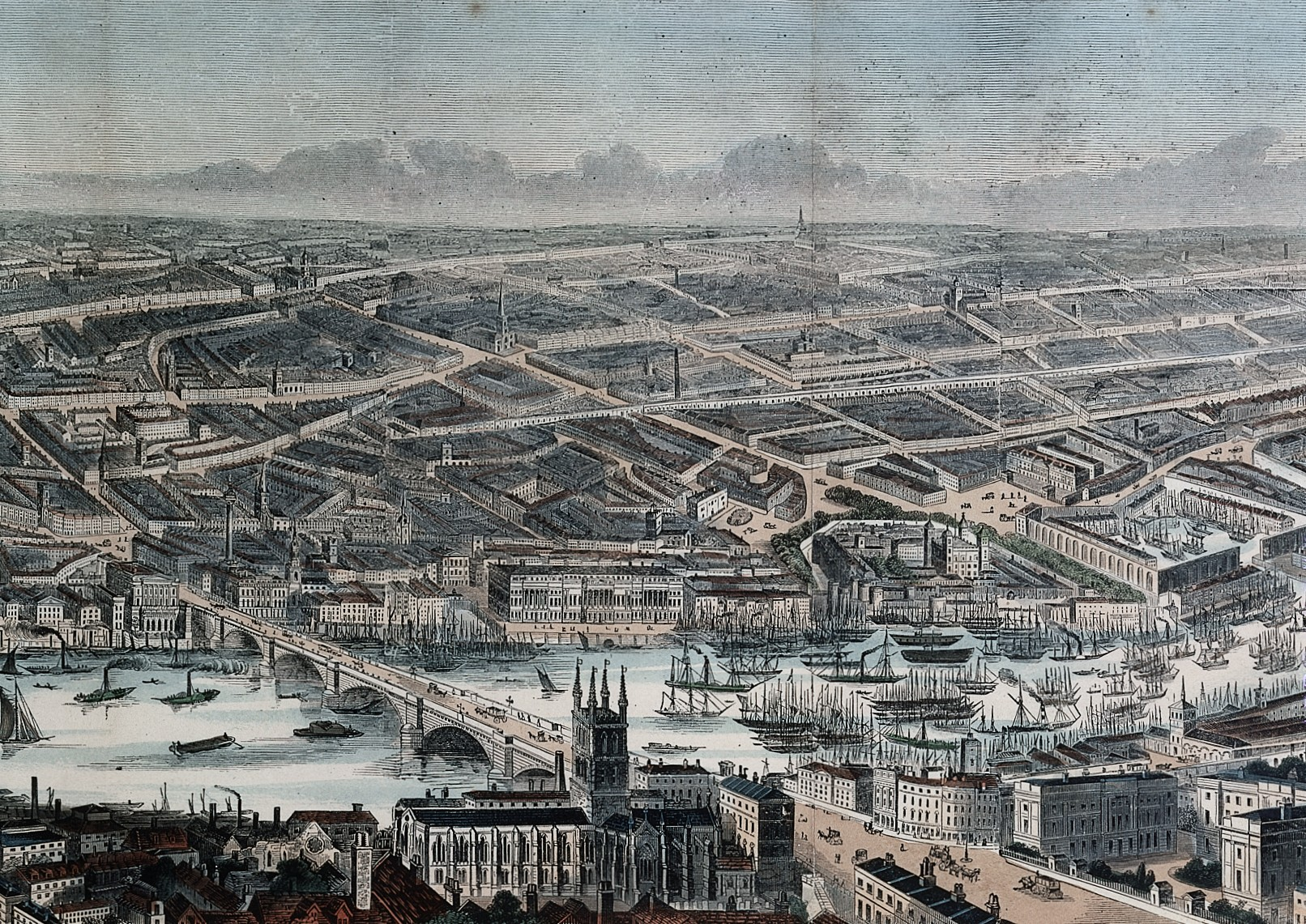
L'activa navegació pelTàmesi a mitjans del Segle XVIII en un gravat de Frederick James Smyth. Vaixells d'alts pals s'amunteguen riu avall, mentre que gavarres i barques de vapor de fumejants xemeneies poden travessar el pont de Londres.
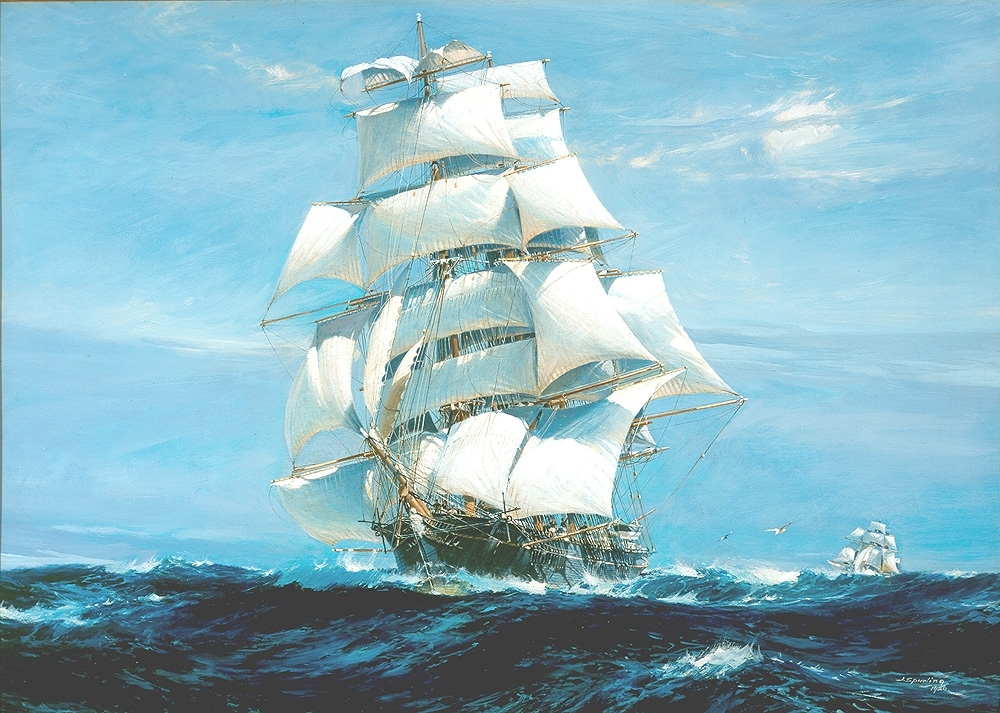
L'Arieli elTaeping disputant la "gran carrera del te de 1866", representada en un quadre deJack Spurling.
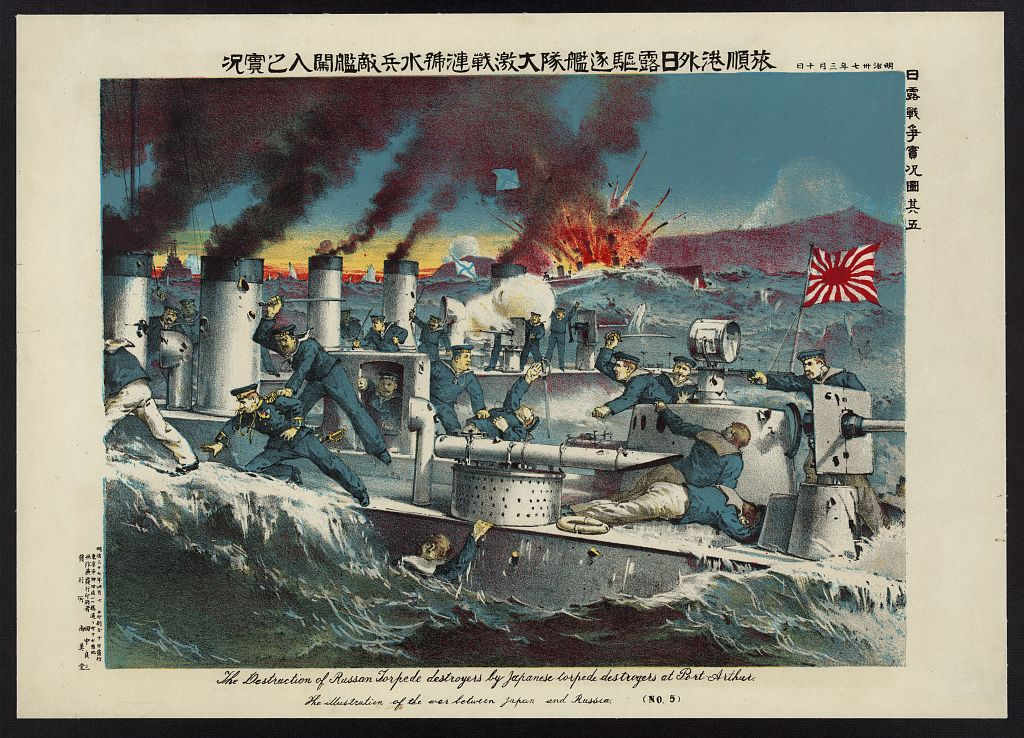
Enfrontament naval entre destructors russos i japonesos Port Arthur durant la Guerra russo-japonesa, 1904. L'enorme distància que havia de cobrir la flota russa entre els seus costos occidental i oriental suposava una greu vulnerabilitat estratègica.
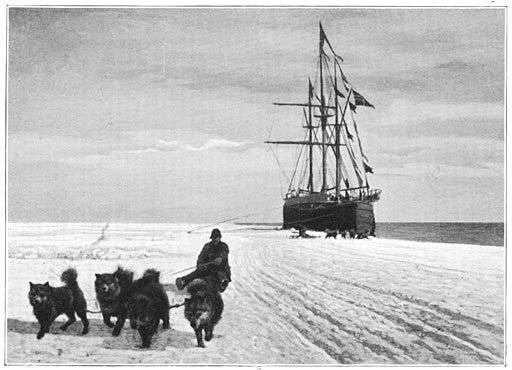
Expedició d'Amundsenal Pol Sud, 1913.
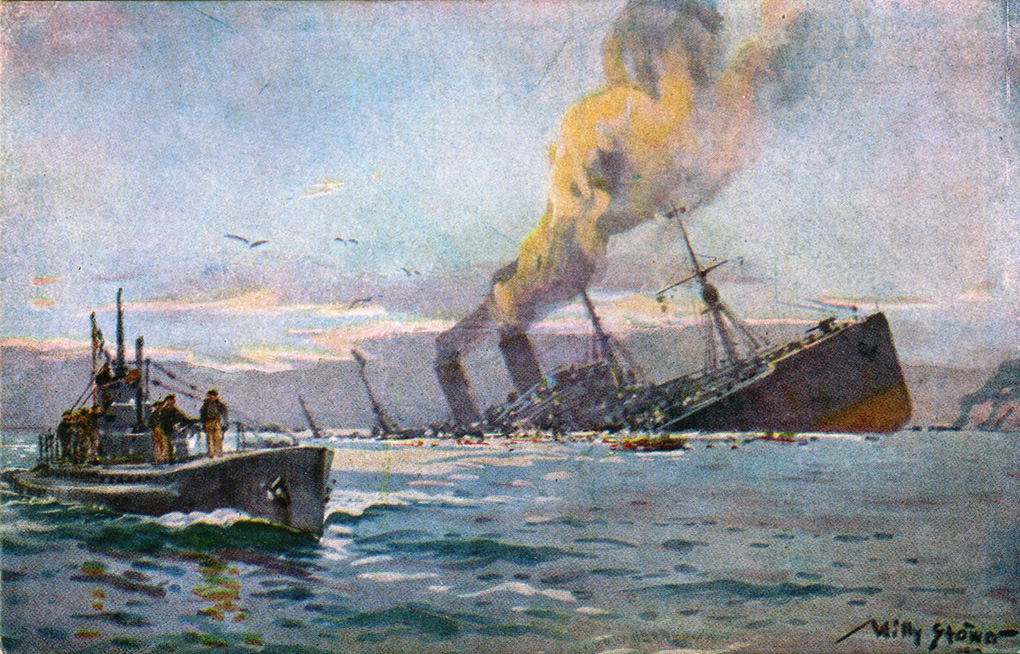
Enfonsament d'un vaixell enemic per un -boot alemany en 1917. A més d'en la guerra submarina, els vaixells submergibles han tingut tot tipus d'usos, incloent el correu, l'oceanografia o l' exploració polar .
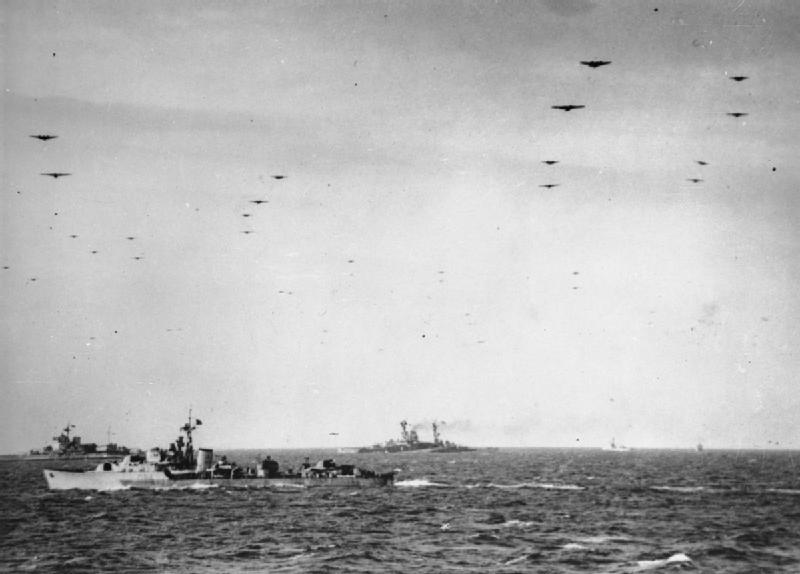
El desembarcament de Normandia (juny de 1944) va ser l'operació naval de majors dimensions de la història, en un entorn marítim de dimensions relativament reduïdes (el canal de la Manxa ).
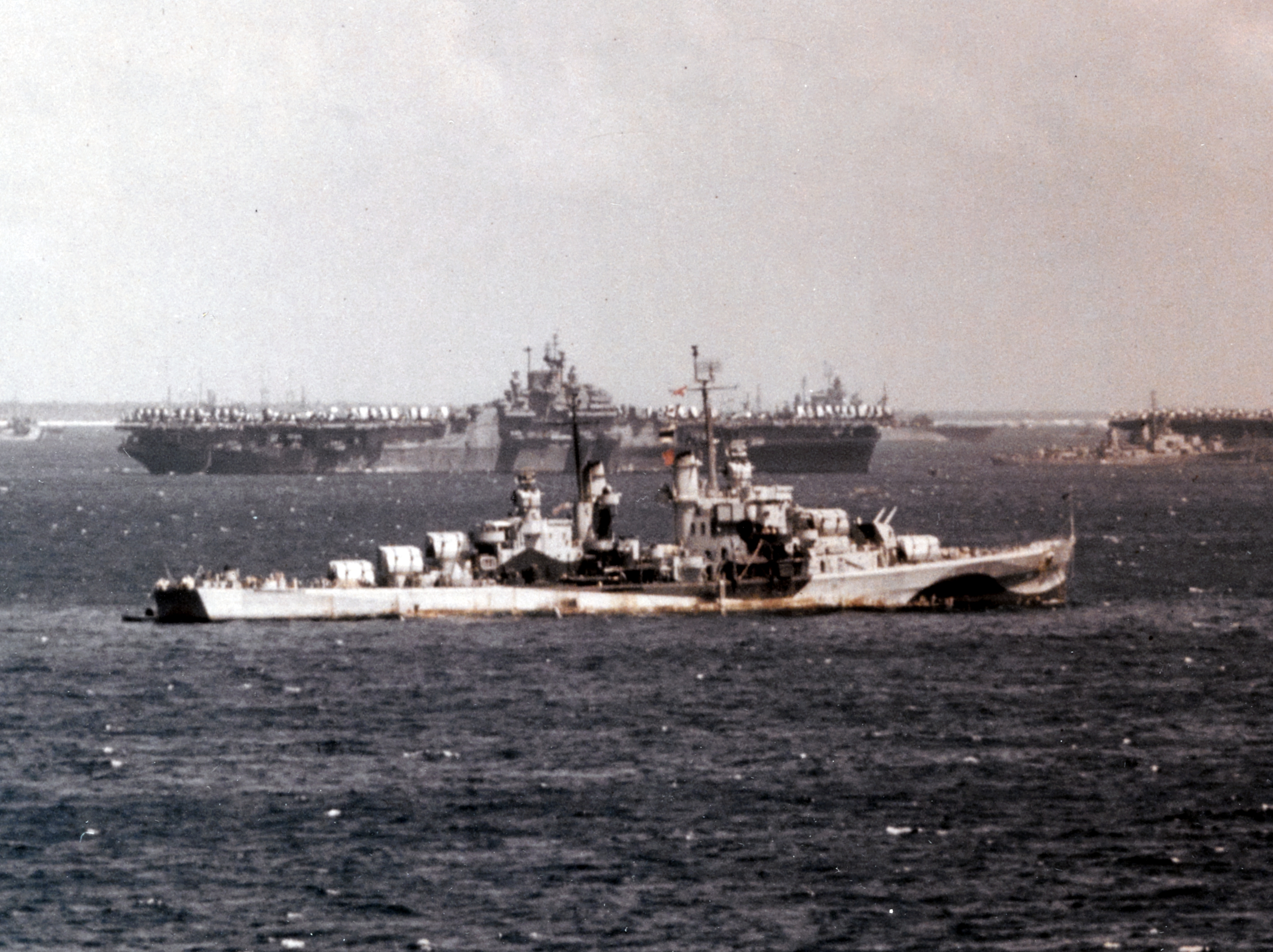
La Cinquena Flota dels Estats Units parteix per a Okinawa al març de 1945, en els últims moviments de la Guerra del Pacífic. La dimensió geogràfica del teatre d'operacions va obligar els contendents a desplaçar efectius navals a distàncies extraordinàries ia l'ús combinat de l'aviació ( portaavions ).

Des del segle xviii l'hegemonia marítima va ser exercida per Anglaterra, fet que es va confirmar al començament del segle xix amb la batalla de Trafalgar (1805). Entre les principals expedicions angleses de l'època hi havia les del capità Cook (1768-1779); mentre que la segona del Beagle (1831-1836) va tenir una gran transcendència per al posterior desenvolupament de la teoria de l'evolució de Darwin. Ja plenament a l'època de la navegació a vapor es van seguir perfeccionant les tècniques i embarcacions en la navegació transoceànica a vela (Clíper), que no va quedar obsoleta per a la navegació comercial fins al segle xx (sobretot després de l'obertura del canal de Panamà ). Fins i tot aleshores, l'optimisme desmesurat que va caracteritzar el disseny naval de l'època va patir un cop dur amb l'enfonsament del Titanic (1912).

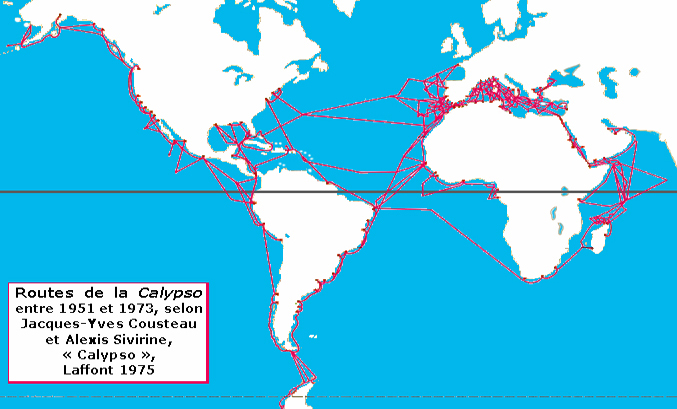
Rutes delCalypso, vaixell d'investigacions del comandant Cousteau.
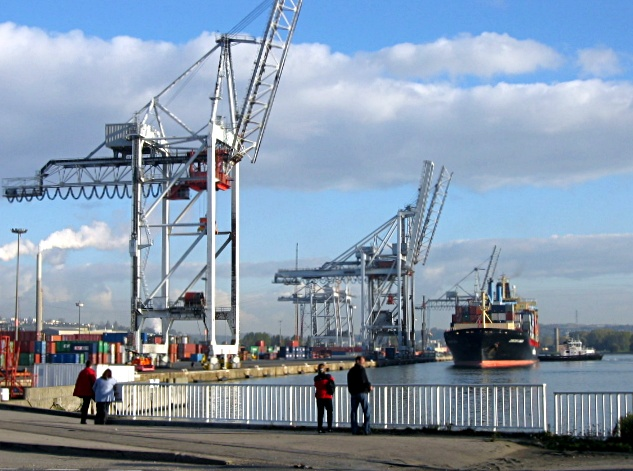
Carguero utilitzant les instal·lacions adequades per al trànsit de contenidors (grues- pòrtic,contenidor terminal) del port deLe Havre.
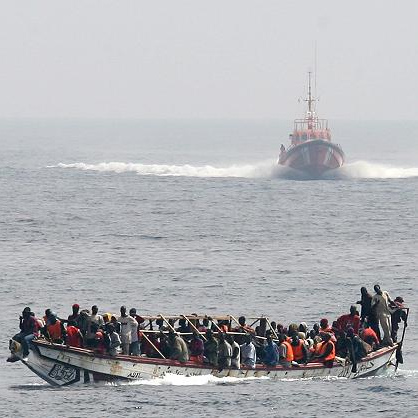
Embarcació sobrecarregada d'immigrants irregulars, amb unguardacostosespanyol.

La navegació contemporània ha deixat de realitzar massivament una de les seves funcions tradicionals en què ha estat substituïda per l'aviació, com és el transport de passatgers; encara que amb dues importants excepcions: els desplaçaments per plaer (turisme de creuers) i el trànsit irregular de persones (immigració irregular). Des de la Segona Revolució Industrial el volum principal del transport de mercaderies ha estat els hidrocarburs (vaixells petroliers i metaners ); altres matèries primeres també es transporten a granel en vaixells de càrrega, però a partir de 1956 una gran part de les mercaderies de tot tipus s'adapten a contenidors normalitzats que agiliten la càrrega i descàrrega, permetent la combinació amb el transport terrestre (hub). La navegació altament tecnificada ha reduït les tripulacions i ha augmentat les dimensions dels vaixells (per exemple, en la Pesca d'altura, que localitza les seves preses amb mitjans sofisticats i es prolonga indefinidament en el temps (vaixells congeladors o vaixells-factoria), que en algunes circumstàncies els ha fet vulnerables a noves formes de pirateria.

## Tècniques de navegació marítima
Són els mètodes que s'utilitzen en navegació marítima per donar solució als quatre problemes del navegant:
1. Determinar el rumb .
2. Determinar el temps, la velocitat i distància, mentre duri el viatge.
3. Conèixer la "profunditat" en què s'està navegant per no encallar-se.

Les principal són:

### Navegació costanera
Navegació i situació del vaixell per tècniques de posicionament basades en l'observació de demores i distàncies a punts notables de la costa ( fars, caps, boies, etc.) per mitjans visuals ( taxímetres ), observació d'angles horitzontals ( sextant ) o mètodes electrònics (demores de radar a racons, transponedors, etc.).

### Navegació per estima
Navegació i situació del vaixell per mitjans analítics, una vegada tinguts en compte els elements següents: situació inicial (So), Rumb (s) portats, ja siguin Rumbs Veritables (Rv), Rumbs de Superfície (Rs) o Rumbs Efectius (Re), Velocitat (és), així com els factors externs que han influït durant tot o una part de la derrota, com per exemple el Vent ( Abatiment ) i/o el Corrent (Rumb del corrent i Intensitat horària del corrent ). El punt resultant dels càlculs s'anomena Situació d'Estima, amb la seva latitud i longitud d' Estima (le i Le). A aquest punt també se'l coneix com a punt de fantasia.

### Navegació loxodròmica

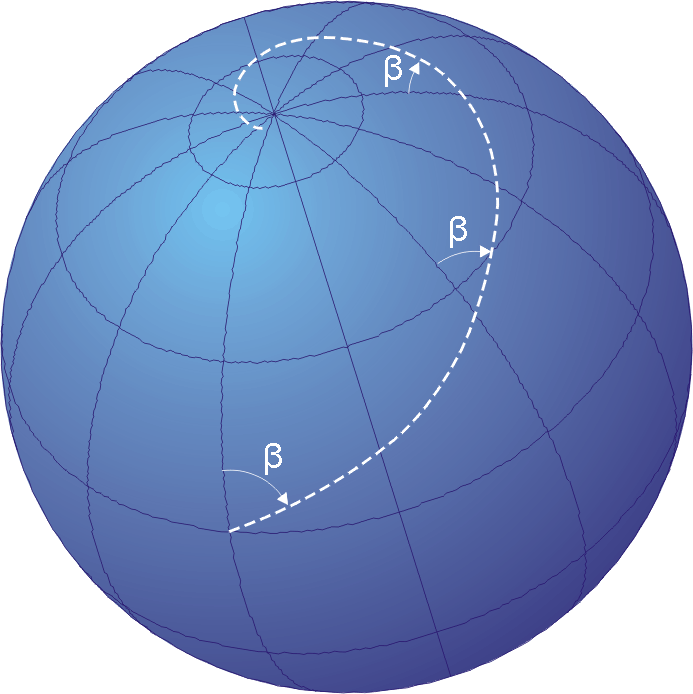
Loxodromia.

Navegació loxodròmica és la que es fa seguint un mateix rumb; és a dir, tots els meridians són tallats amb el mateix angle. Al gràfic R . A la projecció Mercator una loxodròmica es representa per una recta. Aquest tipus de navegació és útil per a distàncies no gaire grans, ja que ofereix la conveniència de mantenir un rumb constant, però no és la que ofereix la distància més curta, per la qual cosa no sol ser adequat per a grans distàncies.

### Navegació ortodròmica
És la que segueix la distància més curta entre dos punts; és a dir, és la que segueix un cercle màxim. Per fer els càlculs de rumb i distància entre dos punts cal resoldre un triangle esfèric els vèrtexs del qual són l'origen, el destí i el pol.

### Navegació astronòmica
És la navegació i situació del vaixell per tècniques de posicionament basades en l'observació de les estrelles i altres cossos celestes. Les variables mesurades per trobar la situació són: l'alçada angular observada dels astres sobre l'horitzó, mesurada amb el sextant (antigament amb l'astrolabi o un altre instrument), i el temps mesurat amb el cronòmetre.
Conceptualment, el procés no és complex d'entendre. Sabent el moment de l'observació, i amb les dades contingudes a l'almanac nàutic, és possible determinar les coordenades astronòmiques de l'astre observat. Sabent les coordenades de l'astre observat i l'alçada sobre l'horitzó amb què va ser observat, podem deduir que la posició de l'observador està situada en un cercle el centre del qual està situat al punt geogràfic situat directament sota l'astre. Qualsevol observador situat en qualsevol punt del cercle observarà l'astre amb la mateixa altura sobre l'horitzó. Per tant, l'observador pot saber que la seva posició està en algun punt d'aquest cercle.
EA la pràctica, el procés matemàtic, anomenat de "reducció" de l'observació, pot resultar complex per als no iniciats. A l'alçada observada amb el sextant, cal aplicar-hi una sèrie de correccions per compensar la refracció atmosfèrica, paral·laxi i altres errors. Un cop fet això, cal resoldre per mètodes matemàtics i trigonomètrics un triangle esfèric. Hi ha molts mètodes per fer això. Els mètodes manuals utilitzen taules (trigonomètriques, logaritmes, etc.) per facilitar els càlculs. L'aparició, a finals del segle xx, de les calculadores i computadores electròniques, va facilitar granment el càlcul; però l'aparició del GPS, va treure importància a la navegació astronòmica, relegant-la a un segon pla com a mètode alternatiu en cas de fallada de l'electrònica de bord o com a hobby d'interès científic.

### Navegació electrònica
És la navegació i situació del vaixell per tècniques de posicionament basades en les ajudes obtingudes pels sistemes de posicionament global, com el GPS, GLONASS, o el futur sistema espacial europeu GALILEU. És el sistema més estès i de més facilitat d'ús, malgrat els errors que se'n poden derivar.

### Navegació inercial
És la navegació i situació del vaixell, per mitjà de la integració de les dades ofertes per acceleròmetres i/o giròscops situats a bord, que integren en complexos sistemes electrònics les acceleracions sofertes, que convertides en velocitats (en els 3 eixos possibles de desplaçament) i en funció dels rumbes observats, possibiliten l'obtenció de la posició.

## Iconografia
El presagi d'una navegació feliç era el dofí, per la qual cosa va venir la seva representació a ser el símbol que portaven totes les naus.
Més recentment, la navegació s'ha representat com una dona coronada de popes de nau amb les peces de roba del seu vestit agitats pels vents. Recolza una mà en un timó i l'altra té l'instrument de prendre l'altura del Sol. Als seus peus, hi té una ampolleta, una brúixola, el trident de Neptú i les riqueses del comerç mentre que a l'horitzó, acabat per un far, s'albira el mar solcat per naus que voguen a tota vela.